# История Венеции

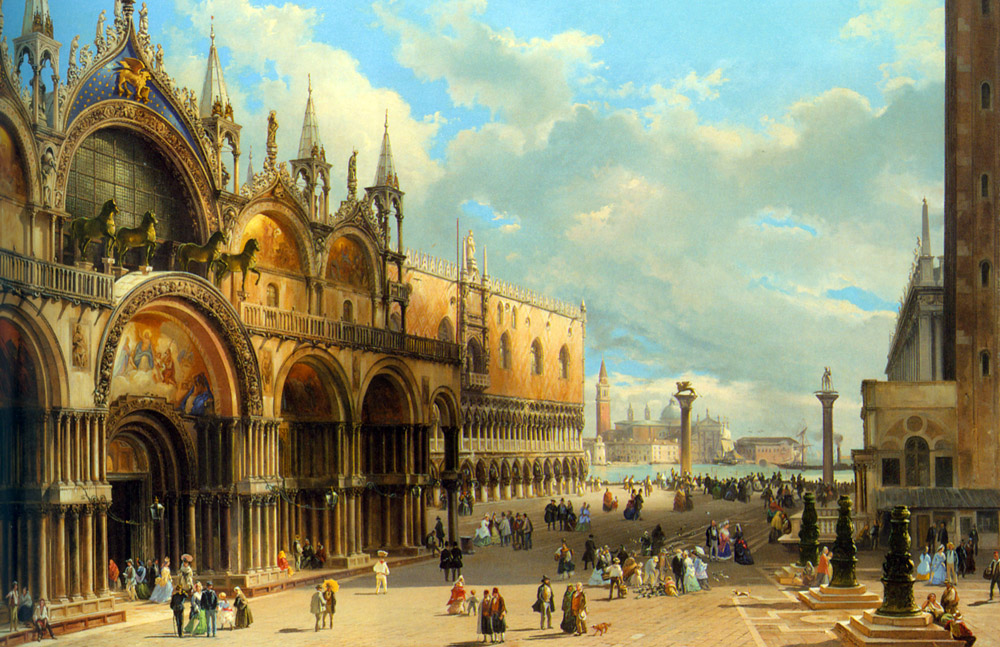
«Вид собора Святого Марка, Дворца дожей и Пьяццетты», картина Карло Грубача, 1845

Вене́ция (итал. Venezia, вен. Venes(s)ia) — группа островов в северной Италии, на которых возник исторический город Венеция, а затем талассократическое государство Венецианская республика. С 1866 года Венеция входит в состав государства Италия.
В Средние века Венеция играла важную роль как морской, политический и коммерческий центр, в новое время использовалась как актив в политическом торге европейских держав, а сегодня — как «туристическая Мекка». В VI веке Венеция являлась группой островов, которые обживали первые поселенцы, в XI веке она уже Серениссима (Светлейшая) — «королева Адриатики», контролирующая торговлю между Востоком и Западом. К XIII веку Венеция недолго управляла Византией. В 1508 году, чтобы победить Венецию, вынуждены были объединиться короли Франции, Испании и Священной Римской империи. Только в 1797 году Наполеон завершил непрерывную 1376-летнюю историю венецианской независимости. Сегодня Венеция — это музей под открытым небом и крупный культурный центр.

## Рождение Венеции

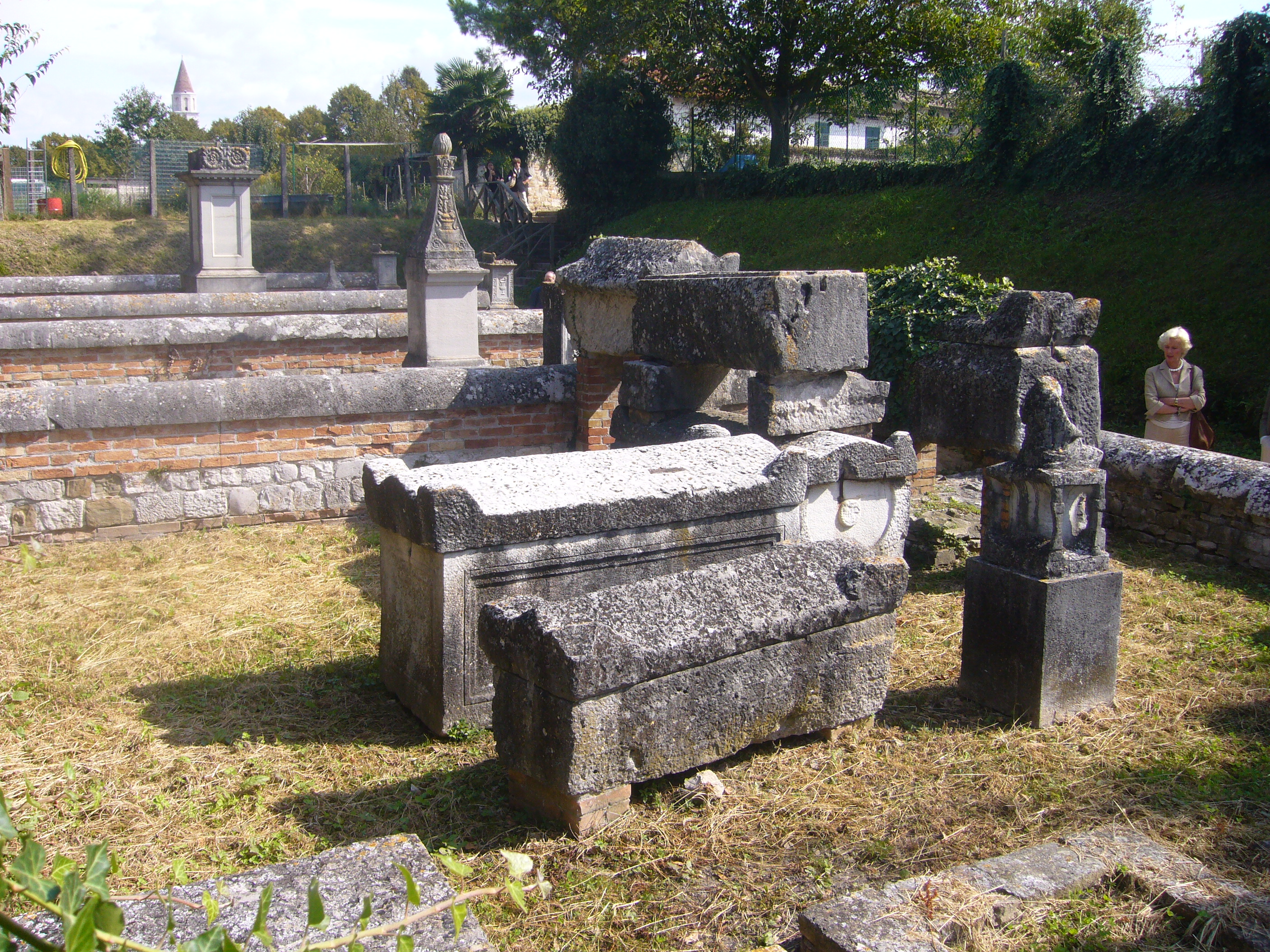
Древнеримские могилы у Аквилеи

Название Венеции связано с племенем венетов, по имени которого область получила у римлян название Венеция (лат. Venetia). В III веке до н. э. область венетов была захвачена римлянами, которые основали колонию Аквилея в качестве своего опорного пункта, которая позднее стала центром X региона (Венетия и Истрия). В 402 году эта провинция была разорена в результате набега вестготов под предводительством Алариха.
Согласно легенде, Венеция была основана 25 марта в 421 году н. э. в день Благовещения Девы Марии, жителями области, спасавшимися от готов на пустынных островах болотистого побережья. Эта легенда основана на документе, согласно которому три консула из Падуи основали факторию на островах Риальто. Заселение островов продолжалось в период упадка Западной Римской империи. В 452 году гунны Аттилы вторглись в провинцию Венетия и Истрия. В то время она состояла из 50 городов, первым из которых был прибрежный город Аквилея. Аттила разрушил Аквилею, многие жители которой бежали и поселились на островах, находившихся в лагуне. В 466 году жителями поселений был выбран первый орган самоуправления — совет представителей. В 568—570 году лангобарды вторглись в Италию, на островах лагуны началось широкомасштабное строительство новых поселений. Основной статьёй дохода населения островов была рыбная ловля и торговля солью. С материка в Венецию поступали пищевые продукты, строевой лес и вода. В дальнейшем потребность в товарах, которые было невозможно производить в самой Венеции, а также политические соображения, стали основой построения венецианского государства на земле материка — Террафермы.
В VII веке столицей района была Ираклея, вероятно, названная в честь византийского императора Ираклия. Жители занимались рыбной ловлей, каботажным плаванием и добычей соли. С VIII века герцогство и город становится крупным центром торговли между Европой и Византией. Начиная с IX века Венеция практически независима от Византии, но связь с метрополией сохранилась. Об этом свидетельствуют, например, архитектура и украшения собора Святого Марка.

## Объединение города

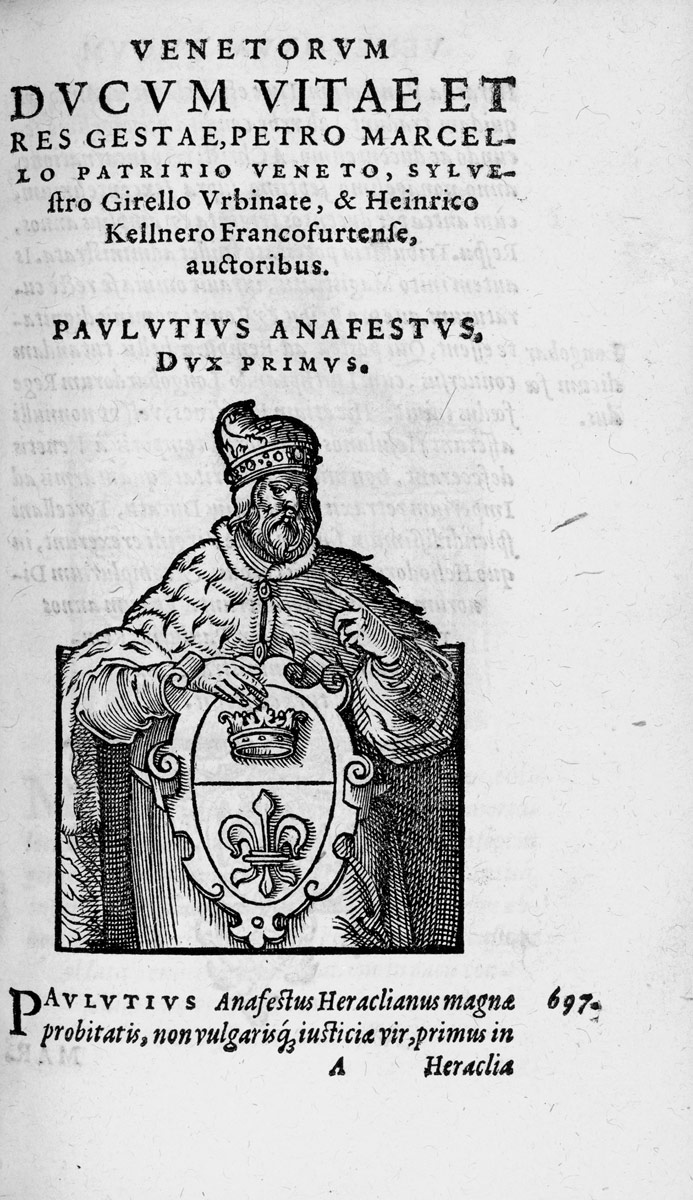
Первый легендарный венецианский дож Павел Луций Анафест.
Гравюра XVI века.

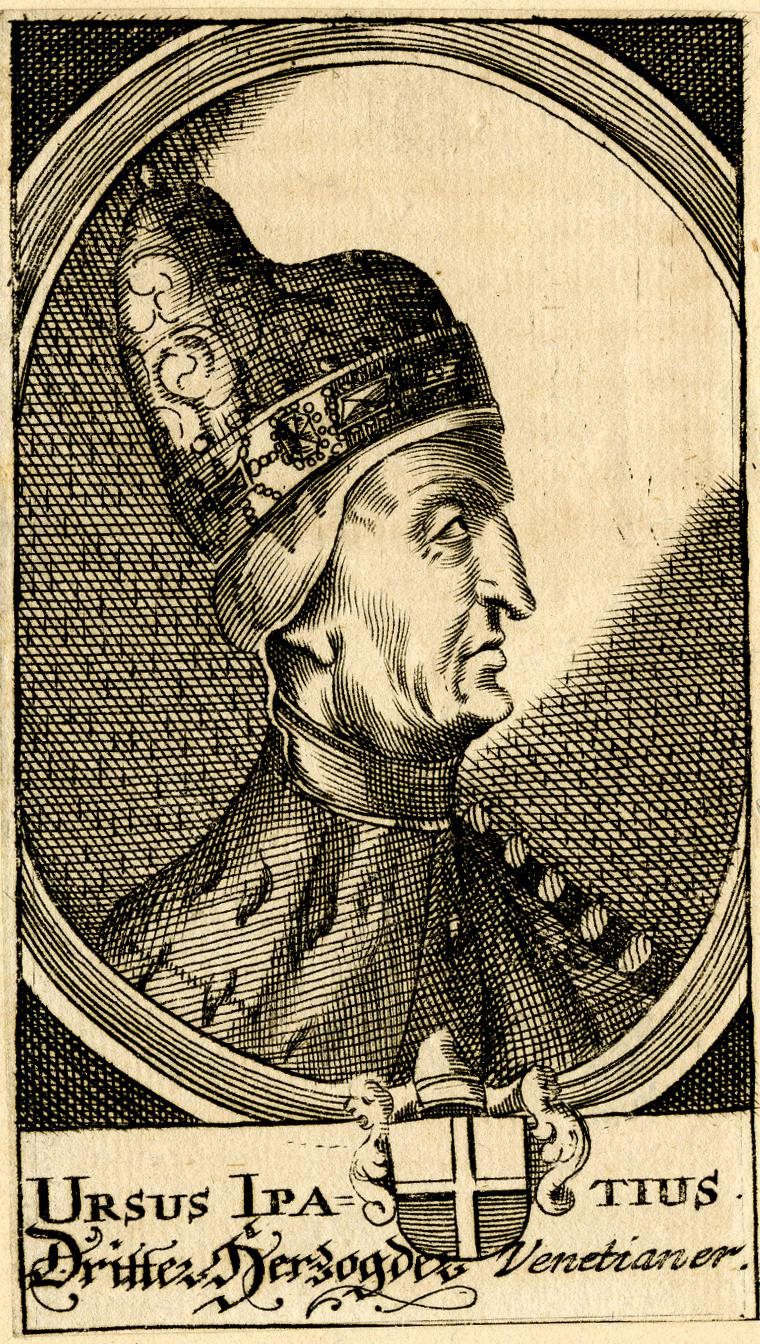
Первый исторический венецианский дож Ипато Орсо (726—737).

Пока воинственные племена варваров нападали на города материка, жители Венеции научились жить на воде и строить дома на сваях. Географическая изоляция первых венецианцев уберегла их от катаклизмов, сотрясающих Итальянский полуостров. Падение Римской империи и изгнание Одоакра Теодорихом мало что изменило в жизни жителей лагуны. К 525 году положение жителей лагуны рассматривалось как особый случай, и префект короля остготов Теодориха, Кассиодор, писал жителям Венеции: «Ибо живёте вы подобно птицам морским, дома ваши рассредоточены, словно Киклады, по водной глади». Во время войны Восточной Римской империи с Королевством остготов в 539—551 годах венецианцы поддержали императора Юстиниана своим флотом, который был самым могучим на Адриатике. В благодарность за это жители лагуны получили от Византии защиту и первые торговые привилегии. Вторжения лангобардов в Италию в 568 году привели к переселению на острова наиболее состоятельной части населения лагуны, что вызвало коренное изменение социальной структуры населения, в котором изначально преобладали рыбаки и охотники. Аристократия, потерявшая доходы со своих земельных владений, компенсировала это участием в торговле и транспортировке товаров, что вызвало быстрый рост этих отраслей. Важным для дальнейшей истории Венеции переселением было бегство в 568 году жителей Аквилеи от лангобардов в Градо, куда также была перенесена резиденция архиепископа Аквилеи. Согласно церковной традиции епархия Аквилеи была основана Святым Марком, а архиепископ Аквилеи занимал второе место в церковной иерархии после римского папы.
Вначале управление островов находилось на острове Маламокко и Торчелло. Но в начале XII столетия Маламокко был разрушен морем, а малярия стала причиной упадка Торчелло. С VIII века начала усиливать своё влияние группа островов, называемая ruves altus — высокий берег, позже превратившаяся в Риальто, на которой возникла Венеция — третья по счёту столица герцогства.
По венецианской легенде, первый дож был избран в 697 году, когда патриарх Градо в Ираклее предложил жителям Венеции выбрать единого правителя вместо двенадцати представителей. Выбор жителей пал на Павла Луция Анафеста, который заключил договор с правителем Ломбардии Лиутпрандом. Однако всё, что известно из достоверных источников, это то, что некий Паулиций (вероятно экзарх Равенны Павл) отвечал за оборону венецианской границы возле Ираклеи. Первое документально подтверждённое избрание дожа венецианцами произошло в 727 году, после иконоборческого эдикта византийского императора Льва III, который Венеция не поддержала. Им стал Орсеоло, который после разрешения конфликта получил от императора Льва III титул hypatos — консул. Впоследствии это слово стало фамилией рода Ипато. Избрание Орсеоло дало начало традиции, которая продержалась более 1000 лет, за которые сменилось 117 дожей.
Первые венецианские дожи часто получали этот пост по наследству. Так, избранный в 764 году Маурицио Гальбайо в 778 году взял себе в соправители своего сына Джованни Гальбайо, который наследовал должность отца. Джованни в свою очередь назначил в соправители своего сына, однако в 804 году он и его семья вынуждены были бежать после того, как сбросили с башни своего дворца венецианского патриарха Градо, отказавшегося им повиноваться.
Избранный в 804 году дож Атенарий Обелерий, также попытавшийся установить наследственную власть и взявший в соправители своих братьев Беато и Валентино, быстро потерял популярность у венецианцев. Для поддержки со стороны Западной империи в 805 году Обелерио присягнул императору франков Карлу Великому и выбрал себе франкскую невесту. В 810 году Обелерио, рассчитывая подавить своих врагов в Венеции, обратился к сыну Карла Великого, Пипину, с просьбой оккупировать Венецию. Венецианцы поручили оборону будущему дожу Аньелло Партичипацио, убрали лоцманские знаки и заблокировали проход по каналу между Лидо и Пеллестрина. Пипин захватил Кьоджу, Пеллестрину и Градо, однако упорное сопротивление жителей Маламокко и эпидемия заставили франков отступить через шесть месяцев блокады. Конфликт с империей франков показал уязвимость внешнего острова Маламокко, и дож Аньелло Партичипацио в 811 г. перенёс правительство и резиденцию епископа в безопасный Ривоальтум, центр скопления островков, который с XIII века стал называться Венецией. В том же году был заключён мир между Карлом Великим и византийским императором, в результате чего Венеция получила частичную автономию в составе Византии. Тем не менее, Венеция выплатила дань Пипину. В 814 году между Византией и империей франков был заключён Нисефорский мир (Pax Nicephori), по которому Венеция принадлежала Византии, но фактически обрела независимость. Каролинги отказывались от притязаний на Венецию. Нисефорский мир отделил Венецию от Италии, что позволило ей избежать дальнейших потрясений, изменивших карту Западной Европы.

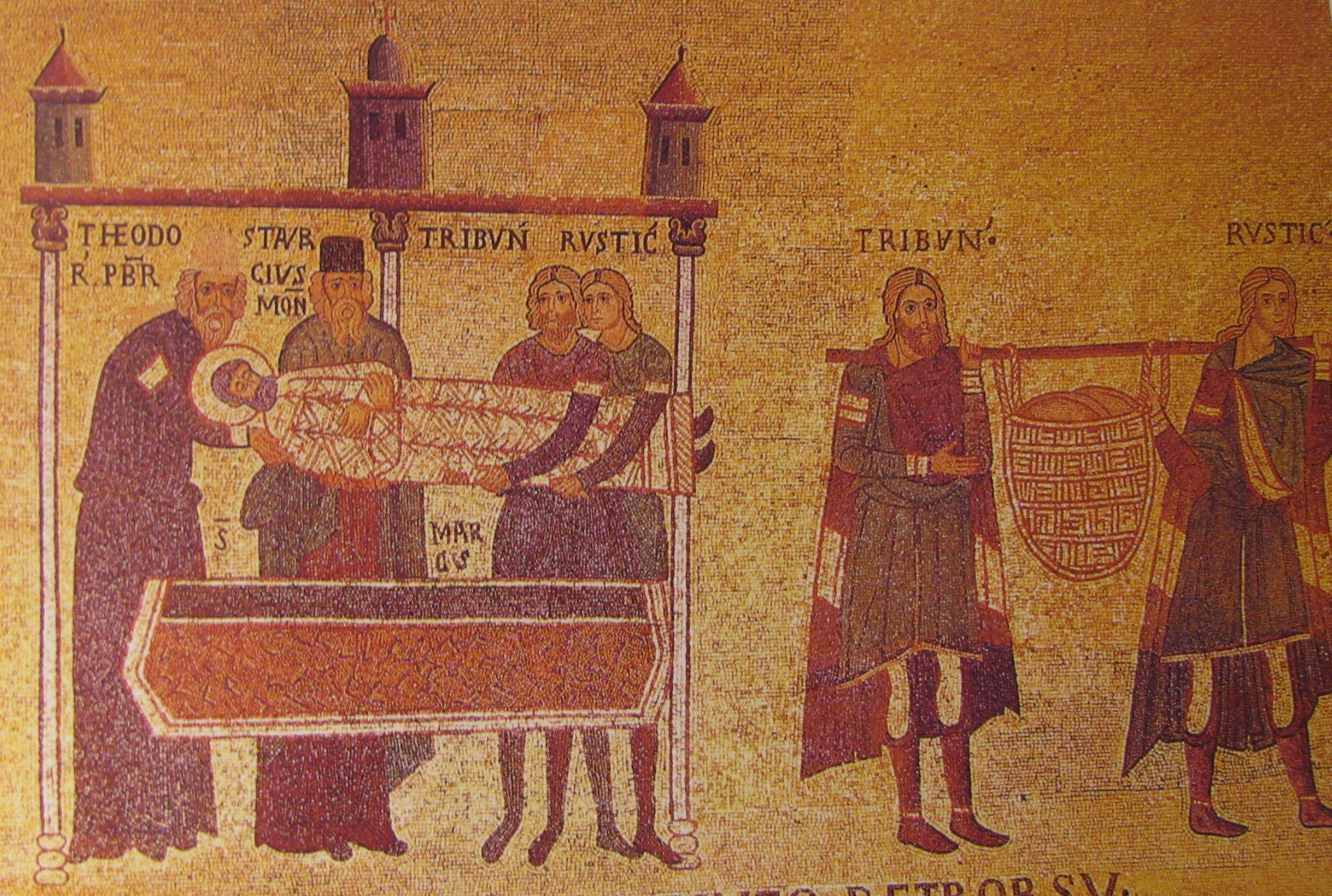
Похищение венецианцами мощей Св. Марка из Александрии. Мозаика собора Св. Марка в Венеции, XI век.

На роль покровителя Венеции император Византии предложил Св. Феодора. Однако венецианцы предпочли ему евангелиста Св. Марка. Согласно легенде, Св. Марк и его ученик, Эрмагора, во время бури нашли убежище на острове лагуны, где впоследствии возникло поселение Риальто. Св. Марку во сне явился ангел, который сказал: «Мир тебе, Марк. Здесь обретёт покой тело твоё». В 828 году венецианские купцы похитили в Александрии мощи Св. Марка и привезли их в Венецию, где тут же было начато строительство часовни для упокоения мощей святого. Чтобы утаить мощи от таможенников-мусульман, они были спрятаны среди свинины, к которой те не могли притронуться. В 832 году было завершено строительство первой базилики Св. Марка, и через год в неё были торжественно внесены мощи евангелиста. Отныне Венеция стала городом Св. Марка, его поминают в молитвах, а лев красуется на знамёнах и кораблях Венеции. Выбрав на роль покровителя одного из евангелистов, Венеция тем самым заявила свои притязания на то, чтобы считаться одним из главных центров христианского мира, сравнимым с Римом, и создавала для себя церковную автономию.
В 840 году между Византией и империей франков был заключён пакт Лотаря, действовавший до 1136 года. Согласно этому пакту венецианцам было предоставлено право на самоуправление, дож именовался не «смиренным герцогом провинции Венеция», а «славным герцогом венецианским». Венецианцам разрешалось путешествовать по суше и по морю, где бы они того ни пожелали. В 1095 году Венеция получила от Генриха IV дополнительные привилегии, запрещающие франкам путешествовать по морю дальше Венеции. Иностранные купцы, таким образом, были вынуждены передавать свои товары венецианцам в районе Риальто. Торговое право превратилось в монопольное право.
Первыми морскими противниками Венеции были сарацины. Вытесненные из Египта, они отвоевали Крит у греков в 826 году. Приглашённые правителем Сицилии в 827 году на помощь против Византии, они свергли его и сделались бичом мореплавания в Средиземном и Адриатическом море. В 841 году они разбили венецианский флот возле Кротона, их набеги доходили до Градо и Комаккьо. В 875 году сарацины отступили, но у Венеции возникла новая угроза со стороны славянских народов, которые расселились на берегу Далмации и занялись пиратством. 18 сентября 887 году дож Пьетро I Кандиано погиб во время кампании против неретвских пиратов. После пленения сына дожа Орсо II Партечипацио Венеция стала платить выкуп пиратам.
В 899 году у венецианцев появился новый враг — мадьяры. В 898 году они напали на область Венеция, но были отброшены. Через год мадьяры захватили Читтанову и Альтино, однако, не обладая мореходными навыками, были разбиты венецианской армией под командованием дожа Пьетро Трибуно. Понимая уязвимость острова Риальто против более организованного противника, Пьетро Трибуно приказал соорудить защитную стену от дворца Оливио до Санта Мария Дзобениго, что считается началом города Венеция.
В начале X века Пьетро II Кандиано сжёг потенциального соперника Венеции, город Комаккьо, а его сын Пьетро III Кандиано разбил пиратов Неретвы. Пьетро IV Кандиано, женившись на сестре тосканского маркиза, получил огромное приданое в виде земель в Фриули, Тревизо, Адрии и Ферраре, тем самым став вассалом императора Запада. Кроме того, он сделал своего сына главой патриархии Градо, сосредоточив в руках всю светскую и церковную власть. Летом 976 года возмущённые венецианцы напали на дворец дожа, подожгли его и убили Пьетро IV.
После Пьетро IV Кандиано, опустошившего казну, дожем был выбран Пьетро I Орсеоло, которому пришлось принять республику в тяжёлом финансовом положении. Состояние казны было таким, что Орсеоло I перевёл правительство в собственный дом, был вынужден впервые в истории Венеции ввести церковную десятину и пожертвовал большую часть своих денег на восстановление Дворца дожей и собора Сан-Марко, пострадавшего от пожара 976 года. 1 сентября 978 года Пьетро I удалился в монастырь. Следующим дожем избран Витале Кандиано, однако он успел проправить всего 14 месяцев и тоже ушёл в монастырь.
В 979 году дожем стал Трибуно Меммо, зять убитого Пьетро IV Кандиано. В это время Венецию раздирала междоусобица семейств Морозини, сторонников Византии, и Колоприни, сторонников Западной империи. В июне 983 года Оттон II возобновил торговый договор с Венецией, однако после этого Стефано Колоприни предложил ему помощь в войне против Венеции. По совету Стефано Оттон II объявил блокаду республики. Блокада прекратилась после внезапной смерти Стефано Колоприни и самого Оттона II в конце 983 года.

## «Королева Адриатики»

Венеция на карте Италии 1000 г.

Отсутствие пахотной земли в Венеции стало причиной того, что в городе стали развиваться мореплавание и торговля. Венеция стала транзитным пунктом, через который в Европу попадали янтарь, шёлк, рис, кофе и главная ценность того времени — пряности, которые стоили в Европе дороже золота. Эти пряности караванными путями попадали в восточные порты Средиземного моря. Также Восток обеспечивал Европу сахаром, изюмом, икрой из Чёрного моря. Далее венецианские купцы переправляли эти товары через Альпы в Германию, а обратно везли серебро, железо, тёплые шерстяные ткани. По рекам венецианские купцы доставляли товары во Францию и Испанию. Обратно везли лес из Далмации, с Чёрного моря и Сицилии — зерно. Процветала торговля рабами. Сама Венеция и её окрестности тоже производили ценные товары: соль, ткани, муранское стекло. Потребность в пряностях была объяснимой. Пища в Средние века была однообразной, и менять вкус можно было только с помощью приправ. Европе нужен был перец, гвоздика, мускат, корица, имбирь, камфара, ладан и пр., которые доставлялись из Индии, Цейлона или Пряных островов. Кроме того, фармакопея и религиозные церемонии нуждались в медицинских и ароматических веществах.
В 991 году венецианцы избрали дожем Пьетро Орсеоло II, который проявил на этом посту качества крупного военачальника и дипломата. Пьетро Орсеоло II организовал брак своего сына с племянницей будущего императора Византии Романа III, пригласил императора Священной Римской империи Отона III быть крёстным отцом сына и дочери, направил посольства к арабским эмирам, заключает дружественные союзы с крупными феодалами Италии.
В 992 году Пьетро II подписал со Священной Римской империей соглашение «между народами», тем самым признающее особый статус Венеции. В том же году за помощь оказанную в борьбе против сарацин, Византия дала Венеции «золотую буллу» — привилегии в Эгейском и Средиземном море, уменьшив в два раза пошлину с венецианских кораблей, прибывающих в Константинополь. «Золотая булла» привела к тому, что Венеция заняла господствующее место в торговле с Востоком. Кроме того венецианцы получили право непосредственно обращаться к высшим чиновникам Византии, что освобождало их от печально известной византийской бюрократии. В 996 году Пьетро II добился для венецианцев права свободного перемещения по Римской империи.
Весной 1000 года Венеция, договорившись с другими прибрежными городами, возглавила объединённый флот против пиратов и победила их в День Вознесения Христова, захватив в плен 40 знатных славян. В результате славяне вынуждены были отказаться от взимания дани с Венеции, а Венеция получила часть далматинского побережья — источник камня, древесины и продовольствия. Это территория стала первой колонией Венеции. Доказав свою силу, дож Пьетро II получил титул «герцог далматинский» (dux Dalmatiae). До 1797 года существовала традиция «Обручения с морем», когда в день этой победы дож бросал в лагуну золотое кольцо и произносил: «Я обручаюсь с тобой, о Море, в знак безграничного могущества».
В 1001 году Пьетро II добился отмены уплаты дани Западной империи, а в 1002 году освободил от сарацин остров Бари. После смерти Отона III Пьетро II поддержал Генриха II в борьбе против Гардуина Иврейского, за что был вознаграждён новой хартией, подтверждающей все предыдущие привилегии республики. В 1004 году основывается венецианский Арсенал. В том же году Венецию поразили голод и чума, которая унесла жизнь старшего сына Пьетро II, Джованни, будущего наследника. Утративший интерес к жизни Пьетро II взял в соправители другого сына, Оттона, и удалился от дел. Оттон, став дожем после смерти отца, поставил во главе епархий Градо и Торчелло своих братьев. Это вызвало недовольство венецианцев, опасавшихся узурпации власти, и привело к бегству братьев Орсеоло из Венеции в 1022 году. Однако возглавивший протестующих венецианцев патриарх Аквилеи Поппо Треффен начал грабить церкви и монастыри Венеции, и братья Орсеоло с лёгкостью вернули себе власть через год после изгнания, а в 1024 году Иоанн XIX подтвердил независимость епархии Градо. Однако через два года, при назначении на церковные должности Оттон снова столкнулся с сильной оппозицией венецианцев, которые схватили его, сбрили бороду и изгнали в Константинополь.
Следующим дожем был избран Пьетро Центранико, который сразу же столкнулся с серьёзными трудностями. Имевшие родственные связи с семейством Орсеоло византийский император Константин VIII отменил торговые привилегии Венеции, а венгерский король Стефан напал на Далмацию. Примеру Константина VIII последовал император Священной Римской империи Конрад II, в результате чего Пьетро Центранико заставили покинуть свой пост через 4 года после избрания. Возвращению Оттона помешала его скоропостижная смерть. Захват власти ещё одним представителем семейства, Домеником Орсеоло, длился около суток. Больше никогда в истории Венеции не было практики соправителей и династического наследования, а представители семейства Орсеоло не правили Венецией.
Попытка семьи Орсеоло установить наследственную власть оказалась настолько неприемлемой даже для сторонников этой семьи, что они выбрали дожем Доменико Флабьянико, возглавившего бунт шестилетней давности против Орсеоло, одиннадцатилетнее правление которого стало важной вехой в истории Венеции. Во время его правления не произошло ничего значительного, однако были заложены традиции демократического избрания и правления дожей. После смерти Флабьянико патриарх Аквилеи Поппо Треффен попытался ещё раз подчинить себе Градо, напав на город. Однако новый дож Доменико I Контарини послал против него венецианский флот и восстановил положение Градо. После смерти в 1045 году патриарха Градо Орсо Орсеоло, новый патриарх перенёс резиденцию в Венеции. Кроме восстановления патриархии Градо дож Доменико I в 1062 году совершил поход в Далмацию и вернул Венеции контроль над городом Зара..
К середине XI века возникла новая угроза — нормандцы. Под командованием Роберта Гвискара они захватили Апулию, Калабрию и Сицилию, а в 1081 году предприняли поход на Константинополь. Император Алексей I Комнин призвал на помощь венецианцев, которые в свою очередь боялись уступить нормандцам контроль над проливом Отранто. Венецианский флот под командованием дожа Доменико Сельво разбил нормандцев возле Дураццо, однако на суше нормандцы нанесли поражение византийским войскам и захватили Дураццо. В 1084 году произошла новая морская битва между венецианским флотом и нормандцами Роберта Гвискара. Два раза, с интервалом в три дня, объединённый флот венецианцев и византийцев разбивал флот Гвискара.

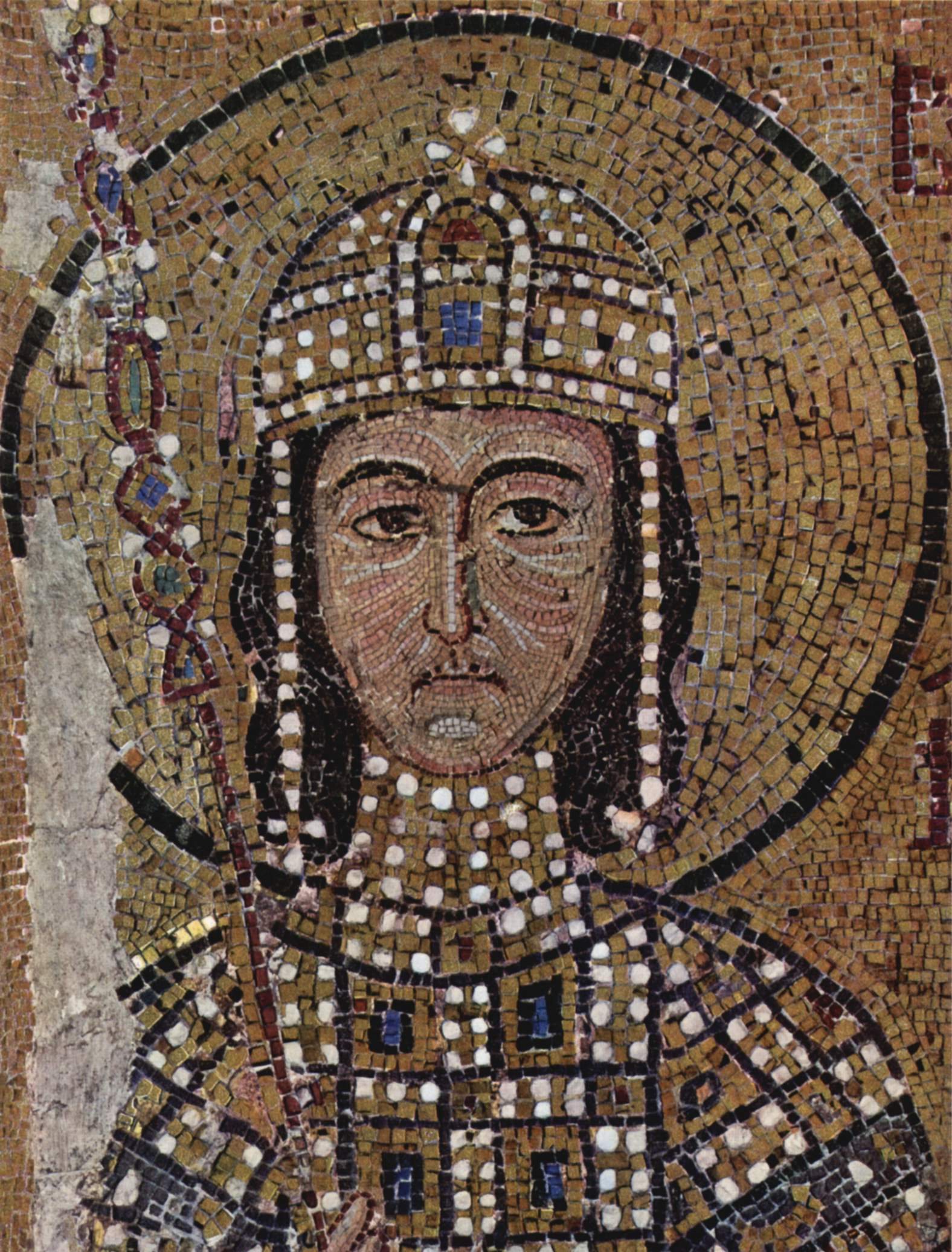
Алексей I Комнин, давший Венеции золотую буллу 1082 года. Мозаика в Святой Софии, Константинополь

Уверовав в свою победу, венецианцы отправили часть флота домой и не смогли противостоять внезапной третьей атаке флота нормандцев. В результате Венеция потеряла девять больших галер и 13 тысяч человек, а дож Сельво был отстранён от власти и сослан в монастырь. Однако в благодарность за поддержку Константинополь в 1082 году расширил первоначальные привилегии венецианским купцам, которые были даны Венеции в 992 году, подписав ещё одну «золотую буллу». Венеция получила право свободно и беспошлинно торговать по всей территории Византии, а в самом Константинополе Венеция получила торговые ряды и некоторые пристани на берегу Галаты. Золотая булла 1082 года нанесла серьёзный финансовый ущерб Византии, поставив собственных купцов в крайне невыгодное положение по сравнению в венецианскими купцами. Империя, фактически, добывала для Венеции средства, в итоге приведшие к господству Венеции и завоеванию Константинополя в 1204 году.
В 1094 году был освящена новая Базилика Сан-Марко, в то время считавшаяся самым роскошным западным собором и символизировавшая набожность и богатство венецианцев. По легенде, при пожаре 976 года были утеряны мощи Святого Марка. После постройки нового собора в городе был объявлен трёхдневный пост, во время которого всё население города молилось об обнаружении реликвии. На третий день обвалилась старая каменная кладка и за ней обнаружились мощи евангелиста, которые были торжественно погребены в склепе.
В начале XII века за контроль над Адриатикой начали бороться венгры. К 1111 году им подчинились почти все далматинские города Адриатики и острова Далматинского архипелага. Решая одновременно много стратегических задач, Венеция вынуждена была временно не принимать ответные меры. Однако в 1115 году дож Орделаффо Фальер организовал поход в Далмацию и завоевал острова севера архипелага, частично Зару, но в 1117 году он погиб во время второго похода против венгров. В результате действий в 1122 году и 1126 году Венеция возвратила Далмацию, но к середине XII века венгры отвоевали её обратно. В 1150 году флот под командованием сына дожа Доменико Морозини подчинил города Истрии. К 1171 году, разгромив венгров, Далмацию захватил византийский император Мануил, но после его смерти венгры вернули Далмацию.
После победы византийцев над нормандцами, одержанной в 1108 году без помощи Венеции, император Иоанн II в 1118 отказался продлить действие «золотой буллы». В ответ в 1120 году Венеция безуспешно осадила остров Корфу и захватила Кефалонию, откуда были вывезены мощи Св. Доната. Они были помещены в базилику на остров Мурано, которая получила имя Мария-э-Донато. В 1122 году венецианцам удалось захватить Корфу. В результате Иоанн II в 1126 году вернул венецианцам их права. Одновременно венецианский флот помог латинским рыцарям разгромить египетский флот в сражении под Аскалоне в 1123 году. За это Венеция получила освобождение от налогов и по кварталу в каждом городе Иерусалимского королевства.
Очередная «золотая булла» 1148 года распространила привилегии Венеции на Крит и Кипр. В том же году Венеция присоединилась к Византии в войне против нормандцев, захвативших в 1081 году Корфу, и отвоевала его. Венеция опасалась, что нормандцы захватят оба побережья Адриатики и закроют выход в море. Однако во время долгой осады между союзниками начались разногласия. Наиболее вопиющий случай произошёл, когда венецианцы захватили флагманский корабль императора Мануила Комнина, расстелили императорские ковры и, издеваясь над смуглой кожей Мануила, объявили императором некоего человека, которого тогдашние хронисты называют «проклятым чернокожим эфиопом». Мануил Комнин не стал разрывать альянс, но запомнил этот случай.

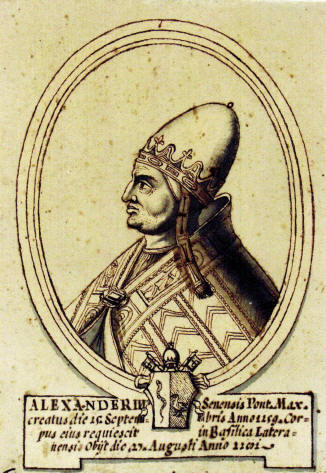
Папа Александр III

В 1163 году возобновился старый конфликт между папой и императором Священной римской империи. Император Фридрих Барбаросса, завоёвывая итальянские города, ставил наместниками немецких феодалов, которые препятствовали свободному продвижению товаров по их территории, что негативно отражалось на коммерческих интересах Венеции. Поэтому Венеция поддержала папскую власть против императора Барбароссы и заключила оборонительный союз с Падуей, Винченцей и Вероной. Приняв на себя финансирование союза, Венеция в 1167 году взяла у 12 богатейших граждан города огромный заём в 1150 марок. Когда Барбаросса овладел Анконой, венецианцы осознали нависшую над ними опасность и присоединились к императору. После разгрома Барбароссы в битве при Леньяно в 1176 году Венеция стала посредником, и в 1177 году дож Себастиано Дзиани убедил Фридриха Барбароссу встретиться с папой Александром III. В знак примирения, признав духовную власть папы, возвращённый в лоно Святой Церкви после 17 лет отлучения, Барбаросса в сопровождении дожа вошёл в базилику Сан-Марко. Александр III восседал на троне, ожидая блудного сына церкви (позже Александр пошлёт Фридриху тучного тельца, намекая на эту известную притчу). Барбаросса пал ниц и поцеловал туфлю папы в знак полного подчинения. В благодарность за посредничество Венеция получила освобождение от дорожных пошлин по всей территории Итальянского королевства, а император Барбаросса признал независимость Венеции, отныне ставшей «подвластной только Господу». В соборе Сан-Марко специальный камень отмечает место этой встречи и очередного венецианского триумфа. Главный выигрыш Венеции заключался во взлёте репутации, придавшей ей статус большой европейской метрополии.
Венеция продолжала политически отдаляться от Византии, и в 1154 году она подписала соглашение с Вильгельмом I, королём Сицилийского королевства. В 1171 году Мануил Комнин передал пизанцам, соперникам венецианцев, квартал в Константинополе, который вскоре был подвергнут нападению. Неизвестно кто совершил это нападение, но потерявший терпение Комнин возложил всю вину на венецианцев, и 12 марта 1171 года приказал арестовать всех венецианцев на территории Византии и конфисковал их имущество. Это заключение в тюрьму спасло венецианцев, когда в 1182 году ненавидевшее латинян население Константинополя устроило погром и вырезало всё латинское население города. Попытка дожа Витале Микьеле II напасть на Византию не увенчалась успехом из-за выжидательной тактики византийцев и эпидемии, вспыхнувшей среди венецианцев. Три посольства, посланные в Византию, не были приняты императором. Третье посольство возглавил будущий дож Энрико Дандоло, которому, как передают венецианские хроники, в Византии было нанесено оскорбление. Добравшись до Хиоса, Витале Микьель II вынужден был отступить. Это стоило дожу жизни: в мае 1171 года его заколол горожанин, когда дож пытался бежать от толпы разъярённых венецианцев.
Венеция ответила заключением договоров с врагами Византии: Священной римской империей, мусульманскими государствами, а в 1175 году — возобновлением невероятно выгодного договора с Сицилийским королевством. После смерти в 1180 году императора Мануила Комнина Византийская империя на пять лет погрузилась в смуту. В 1179 году, после триумфа Венеции в конфликте папы и Фридриха Барбароссы, византийский император Андроник Комнин в 1183 году выпустил на свободу арестованных венецианцев и обещал компенсировать им убытки. Но он был свергнут, не успев осуществить намерение. Следующий византийский император Исаак Ангел в 1187 году подтвердил все «золотые буллы» своих предшественников, а в 1189 году согласился компенсировать убытки венецианцев и предоставил им налоговый иммунитет. Несмотря на наличие у Византии собственного флота, Исаак Ангел доверил Венеции постройку и комплектование от 40 до 100 галер за счёт византийской казны, тем самым передав Венеции власть над собственным флотом.
На торговлю с мусульманами папство накладывало эмбарго. Однако в 1198 году, объяснив это отсутствием собственного продовольствия, венецианцы получили от Иннокентия III разрешение торговать с султаном Александрии, за исключением товаров военного назначения. В 1199 году византийский император Алексей III подписал очередную «золотую буллу», где указал области, открытые для венецианцев, и дал юридические гарантии.

## Крестовые походы
Крестовые походы, официальной целью которых было овладение Гробом Господним и создание в Палестине западнохристианского государства, стали «звёздным часом» Венеции. Основной силой крестоносцев было французское рыцарство, но корабли и финансы предоставляли итальянские государства, в основном, та же Венеция. Средства, полученные от займов крестоносцам и фрахта судов, позволили ей быстро разбогатеть.
Первый раз Венеция приняла участие в Крестовом походе в 1099 году (Первый крестовый поход). Венециано-далматинский флот из 200 кораблей возглавил Джованни, сын дожа Витале Микьеля. В этом походе произошло первое крупное столкновение Венеции с Пизой. В 1099 году, возле острова Родос 30 венецианских галер столкнулись с 50 пизанскими и потопили 28 из них. За участие в крестовом походе Венеция получила в каждом захваченном крестоносцами городе торговую площадь и освобождение от налогов. Если город был взят с участием венецианских войск, то Венеция получала ещё и треть захваченного.
Приобретя большие привилегии и богатую добычу, Венеция временно перестала проявлять интерес к крестовым походам. Соперница Венеции на море, Генуя, наоборот, активно участвовала в следующих крестовых походах. Объясняется это тем, что Генуя стремилась расширить торговлю с Востоком, в которой, благодаря «золотым буллам», главенствовали венецианцы. Чтобы выдержать соревнование с Пизой и Генуей, Венеции требовалось больше военных торговых кораблей, для чего дож Орделафо Фальер национализировал судостроительную отрасль. За 50 лет на специально выделенной для этого территории был построен комплекс верфей, складов и мастерских, в которых работало более 16000 человек, получивший название «Арсенал». Производительность «Арсенала» была такова, что постройка нового корабля занимала менее суток. Однако для постройки судов требовалась древесина с далматинского побережья, а на территорию Далмации претендовали венгры, в одном из сражений с которыми в 1118 году был убит дож Орделафо Фальер. Его преемник, Доменико Микьель, воспользовавшись сложностями на христианском Востоке (кончиной короля Балдуина и императора Алексия Комнина), и борьбой папы Геласия II и императора Генриха V на Западе, уговорил короля венгров Стефана II ради дела Христа забыть противоречия и оставить часть побережья за Венецией.
В 1122 году Венеция по просьбе короля Балдуина и папы Каликста II послала экспедицию в составе 200 кораблей для помощи крестоносцам в Сирии. После смерти Алексея I его наследник Иоанн II не продлил действие «золотой буллы» 1082 года, и торговые льготы на сирийском побережье приобрели для Венеции особую ценность. Флот под командованием дожа Доминико Микьеля в 1123 году разгромил египетский флот. И снова Венеция получила широкие привилегии: квартал, освобождение от налогов и право экстерриториальности во всех городах Иерусалимского королевства. За помощь при захвате Тира Венеция получила треть города, положив начало колониальной империи, просуществовавшей семь веков — дольше, чем любая другая европейская империя.
4 июля 1187 года в битве при Хаттине сарацины, под командованием Саладина, разбили армию короля Иерусалима Ги де Лузиньяна и овладели городом. Когда это стало известно папе Урбану III, он умер от потрясения. Следующий папа, Григорий VIII, призвал христиан к новому крестовому походу. Дож Мастропьетро объявил принудительный заём. Однако роль Венеции в этом крестовом походе неизвестна, возможно, она предоставила крестоносцам морской транспорт
.

### Энрико Дандоло и Четвёртый крестовый поход

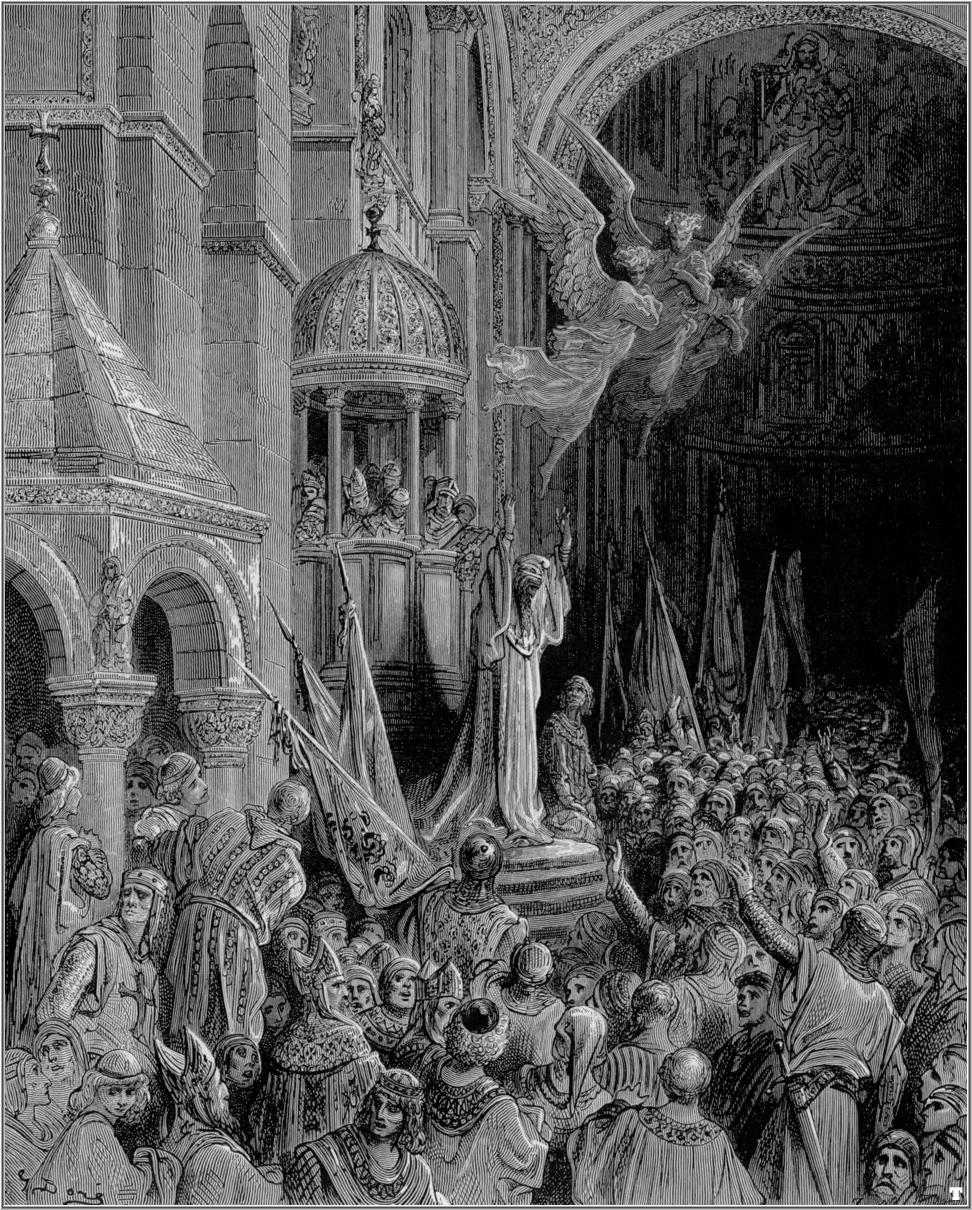
Дож Энрико Дандоло благословляет IV Крестовый поход, гравюра Густава Доре

В 1192 году дожем был избран практически слепой Энрико Дандоло, которому было на тот момент более семидесяти лет. За двадцать лет до избрания Дандоло был отправлен дожем Витале II Микьелем в Константинополь посланником, где, судя по легенде, лишился зрения при непонятных обстоятельствах. Возможно, что это сыграло свою роль в дальнейших событиях. Четвёртый крестовый поход сказочно обогатил Венецию, хотя в дальнейшем косвенно привёл к утрате ею могущества. Существовал ли у Венеции какой-то план по Четвёртому походу или это стало возможным благодаря стечению обстоятельств, сказать трудно, но Венеция воспользовалась предоставленными возможностями.
В 1201 году в Венецию прибыла делегация французских рыцарей, которая вела переговоры о найме флота для доставки крестоносцев в Палестину. Как пишет Жоффруа де Виллардуэн, маршал Шампани и хронист, Дандоло за 85000 марок серебром (более 20 тонн) предложил корабли для 4500 рыцарей, их коней, 9000 человек их свиты и 20000 солдат. Сама Венеция — «из любви к Богу», как выразился Дандоло, — за половину завоёванного обязалась снарядить и послать пятьдесят вооружённых галер. Согласно венецианской конституции, дож созвал всех венецианцев на ассамблею (arengo), которая одобрила план участия Венеции. Французские рыцари обязались в течение года собрать требуемую сумму, но к середине 1202 года набралось только 51000 марок, хотя предводители крестоносцев опустошили даже собственные сундуки. Когда Дандоло убедился, что они не могут найти таких денег, он предложил начать экспедицию в долг, если крестоносцы помогут отбить у Венгрии (участвовавшей в Крестовом походе и таким образом защищённой Божьим миром) город Зару — бывшую колонию Венеции. Узнав об этом, папа Иннокентий III послал гонца с требованием отказаться от условия, но у крестоносцев не было выбора. Добровольцев в Венеции было немного, но дож Дандоло вызвался сам возглавить венецианцев в походе, что вызвало энтузиазм у населения и помогло заполнить корабли. Одновременно с этим Венеция вела переговоры в Каире, гарантировав, что не будет нападать на Египет.
8 ноября 1202 году из Венеции отплыло более 480 кораблей с крестоносцами. Согласно договорённости, Зара была захвачена, но вслед за этим последовали жестокие грабежи. Папа Иннокентий III был возмущён расправой с христианским городом Зарой и отлучил крестоносцев и Венецию от церкви. В дальнейшем, дабы избежать полного провала крестового похода, папа снял интердикт с крестоносцев, оставив его только на венецианцах. В Заре у крестоносцев созрел план посадить на константинопольский трон племянника императора Алексея III Ангела, тоже Алексея (будущий Алексей IV Ангел), который прибыл в Зару для переговоров весной 1203 года и пообещал крестоносцам покрыть долг перед Венецией, финансировать экспедиции в Египет, а также привилегии и подчинение византийской православной церкви папе римскому.
23 июня 1203 года флот крестоносцев достиг Константинополя, а 17 июля начался штурм города. Византийцы, по причине полной неподготовленности и трусости Алексея III, не смогли оказать серьёзного сопротивления, и город был захвачен. Алексей III бежал, и его место занял Исаак II Ангел, разделивший трон со своим сыном, ставшим Алексеем IV Ангелом. Соправители не смогли собрать обещанную крестоносцам сумму, поэтому те оставались в Константинополе, что вызывало возмущение греков. Когда франки подожгли мечеть в мусульманском квартале, в Константинополе возник пожар, уничтоживший большую часть города. 8 февраля 1204 года Исаак II и Алексей IV Ангелы были казнены возмущённым народом, а трон занял Алексей V Дука, который не считал себя обязанным крестоносцам.
13 апреля 1204 года крестоносцы снова захватили город. Три дня город подвергался чудовищному насилию и грабежам, которые привели в ужас даже французского хрониста Жоффруа де Виллардуэна. Перед штурмом Константинополя венецианцы, в духе своих торговых традиций, представили торговый контракт. Согласно ему ¾ империи получат «инвесторы» — Венеция и крестоносцы, а ¼ будущий император Византии. Так родился знаменитый титул венецианских дожей — «владыка четверти и полчетверти Византийской империи».

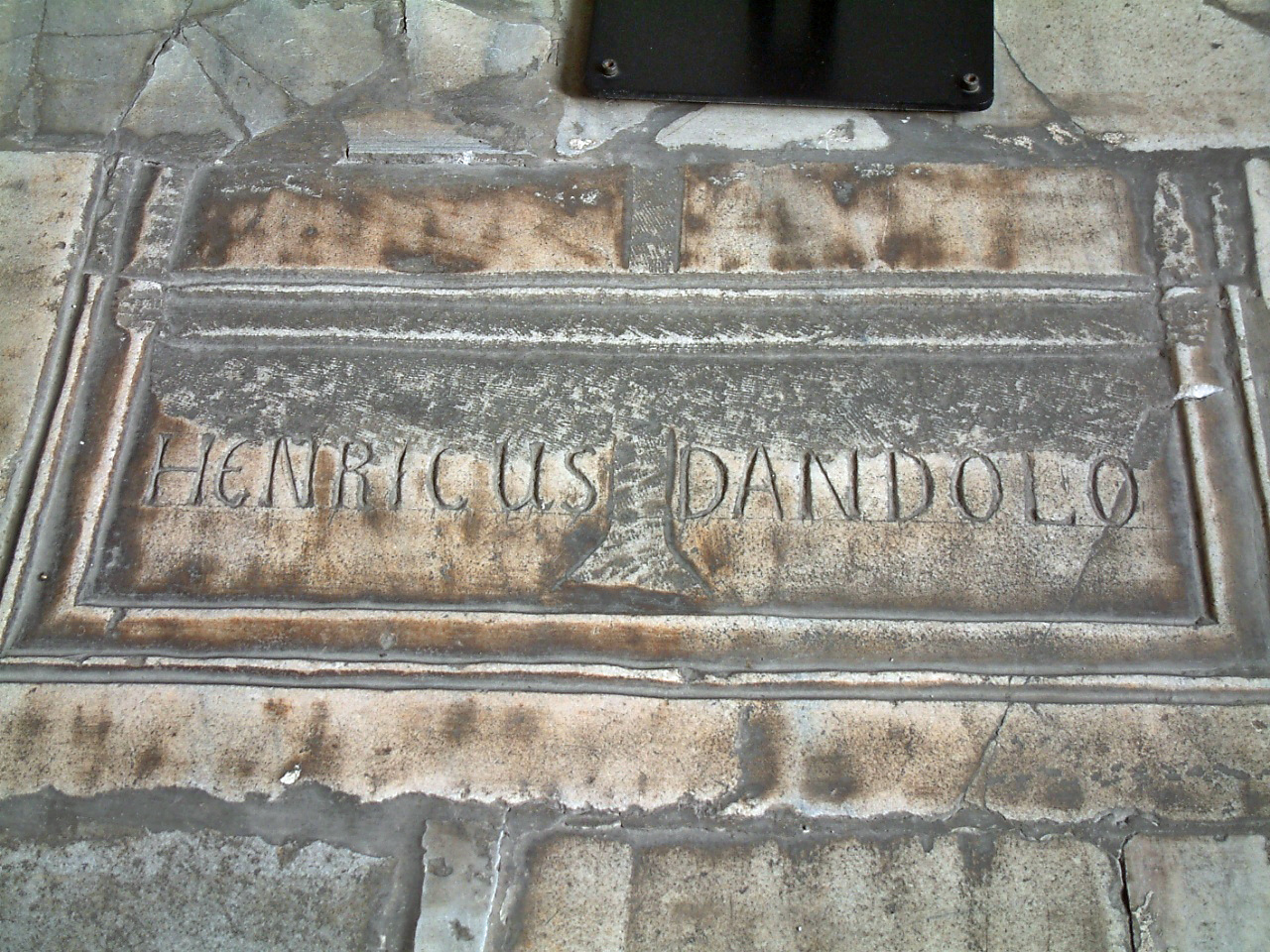
Гробница дожа Дандоло в Святой Софии

Богатство Византии оставалось предметом зависти латинян. Из Византии на Запад попадали все самые ценные товары, собственного или чужого производства. До XII века золотая византийская монета считалась самой стабильной и распространённой. Вся эта ненависть и злоба вырвались во время второго штурма Константинополя. Стоимость награбленного в Константинополе составила 400 000 марок. Венецианцам достались три восьмых добычи, в том числе знаменитая квадрига, ныне украшающая собор Св. Марка. Награбленные богатства имели для Венеции огромное значение: эти средства, попав в руки купцов и банкиров, способствовали быстрому росту венецианской торговли. Новым императором и патриархом Византии стали ставленники Венеции — Болдуин Фландрский, а православного владыку сменил католик — венецианец Томмазо (Фома) Морозини. Протестовавший вначале папа Иннокентий III в конце концов признал свершившееся и вернул Венецию и Энрико Дандоло в лоно церкви. В июне 1205 года дож Дандоло умер в Константинополе и был похоронен в Софийском соборе.
В результате Четвёртого Крестового похода была создана Латинская империя, просуществовавшая с 1204 по 1261 год. Венеция получила свой долг крестоносцам, вернула себе все привилегии, получила новые территории от Далмации до Чёрного моря и тем самым получила монополию на торговые пути между Левантом и Западом. Пользуясь знанием региона, венецианцы при дележе добычи выбрали самые лучшие территории, которые передали в ленное владение своим аристократам. К Венеции отошли Дураццо, южные порты Греции: Модон и Корон, Негропонте, Кефалиния, Корфу и, самое главное, Крит — ключевой перевалочный пункт между Италией и Левантом. (Вначале Крит достался Бонифацию Монферратскому, но Венеция перекупила остров за 1000 марок). В дальнейшем Крит несколько веков оставался важнейшей частью венецианской республики. Однако Венеция смогла захватить лишь небольшую часть из положенных ей ⅜ Византийской империи. Не имея ресурсов и избытка земледельческого населения, Венеция передала материковые территории в феод греческим правителям или крестоносцам, сохраняя за собой право свободной торговли на этих территориях. Фактически настоящим победителем в крестовом походе оказалась Венеция, которая сумела отвоевать Зару, отвести нападение на Египет, сохранив отношения с мусульманами и получив огромную добычу.
События конца XII века, когда на престол Византии восходили бездарные императоры, а конкуренты Византии, в особенности Венеция, усиливались, в итоге привели к взятию и разграблению Константинополя крестоносцами. С тех пор судьба Константинополя была окончательно решена. При разграблении города западная цивилизация понесла невосполнимый урон. Согласно Норвичу, возможно это была самая большая культурная катастрофа в истории. Дандоло считается самым влиятельным из венецианских дожей, но его правление в итоге открыло дорогу туркам-османам, завоеванию ими Византии и упадку самой Венеции.

### Латинская империя
После смерти Энрико Дандоло в 1205 году дожем был избран Себастиано Дзиани, чуждый авантюрным планам, свойственным его предшественнику. Понимая, что малочисленные венецианцы не в состоянии сдерживать недовольство покоренных жителей Византии, Дзиани не пытался сразу взять под непосредственный контроль все отошедшие при разделе Византии территории. Оставив под управлением республики стратегические базы — Крит, Дураццо, Корфу, Морею, порты Модон и Корон, Дзиани отдал остальные территории в феод венецианским вассалам. Для контроля над главным приобретением Венеции — островом Крит — туда был назначен губернатор, Якопо Тьеполо, которому был дан титул дожа и власть, аналогичная власти дожа в Венеции, и который в 1229 году сам стал следующим дожем Венеции.
Во время догата Якопо Тьеполо произошло ограничение полномочий дожа. Вступая в должность, Тьеполо произнес коронационную клятву (итал. promissione — обещания), которая стала традицией при вступлении дожа в должность. Дож отказывался от дохода за счёт государства, исключая установленную зарплату дожа, части дани некоторых городов Истрии и Далмации и определённого количества импорта продуктов питания из Ломбардии и Тревизо. Дож обязывался вносить долю в государственные займы и не имел права вступать в переговоры с папой или главами государств без разрешения Большого совета, которому также был обязан показывать всю корреспонденцию от папы и глав государств. Дож не имел права принимать подарки сверх оговоренных размеров, производить какие-то назначения или подбирать себе преемника. Первые дожи после Тьеполо сами составляли свои клятвы, однако со временем она приобрела формальный вид.. Также во время правления Якопо Тьеполо был создан наиболее полный свод венецианского гражданского права, т. н. «Statuto».
К 1230 году в Венеции появились два нищенствующих ордена — францисканцы и доминиканцы. Дож Якопо Тьеполо дал им землю, где были построены огромные церкви — Санти-Джованни-э-Паоло и Базилика Санта-Мария-Глорьоза-дей-Фрари.
В 1223 году Венецию посетил император Фридрих II Гогенштауфен, целью которого было заключение договора против папства и Ломбардийской лиги. Несмотря на то что Фридрих II подтвердил все привилегии республики и дал ей несколько новых концессий, венецианцы отказали Фридриху, что ухудшило отношения с ним. Не желая видеть усиления Фридриха II, Венеция стала финансировать деятельность Ломбардийской лиги и в 1239 году, подстрекаемая папой Григорием IX, заключила союз с двумя главными соперниками, Пизой и Генуей. После смерти Григория IX Венеция подписала договор с Фридрихом II.
25 июля 1261 года греческий военачальник Алексей Стратигопул захватил Константинополь, 15 августа вошёл в город, а спустя месяц был коронован император Михаил VIII Палеолог. Латинская империя прекратила своё существование. Для Венеции, оставшейся без обширных владений в Латинской империи, это означало политический и финансовый кризис.

## Генуэзские войны
Торговое соперничество лежало в основе борьбы между морскими республиками — Венецией и Генуей. После крестового похода 1204 года Генуя утратила возможность торговли с Византией, и потеряла все привилегии в Константинополе. После избрания в 1253 году венецианским дожем Реньеро Дзено началась война святого Саввы (1256). Генуя, потеряв все привилегии в Константинополе, пыталась удержать свои позиции в Сирии, что привело к борьбе за обладание Акрой. Венецианцы под командованием Лоренцо Тьеполо захватили город и разбили присланную подмогу, что заставило Геную отступить в Тир. Из генуэзской церкви Святого Саввы в Акре Тьеполо привез в Венецию три колонны, установленные на Пьяцетте.
.
Для изгнания латинян из Константинополя Михаилу Палеологу потребовалось меньше помощи от генуэзцев, чем ожидалось при подписании Нимфейского договора; будучи осторожным человеком и высоко оценивая военные возможности Венеции, он решил играть на противоречиях между Генуей и Венецией. Венецианцам было позволено сохранить колонию в Константинополе, которая фактически была заложником, гарантируя что Венеция не начнёт войну против слабой на тот момент Византии. Венеция потеряла все привилегии в Византии, их место заняли генуэзцы, которые также сосредоточили в своих руках основные товаропотоки прибыльной черноморской торговли, что стало основной причиной многочисленных конфликтов с Венецией. С этого момента на протяжении полутора веков главным соперником Венеции на Средиземном и Чёрном море становится Генуя

Морские сражения между Венецией и Генуей развернулись по всей территории Восточного Средиземноморья, в большинстве случаев победа давалась венецианцам. К этому времени генуэзцы, ведя себя так же заносчиво и высокомерно, стали ещё более непопулярны в Константинополе, чем до того венецианцы. Когда до Михаила стали доходить сведения о венецианских победах, он начал менять свою политику. В 1264 году в Венецию прибыли послы Византии, и в 1265 году между ними был заключён договор, по которому Венеция вернула себе часть прежних привилегий. Через три года между Византией и Венецией был заключён пятилетний мирный договор, по которому венецианцы получили право свободно путешествовать и торговать на территории Византии, однако генуэзцам были сохранены их права. Этот договор восстановил торговое первенство Венеции в Леванте и являлся триумфом дожа Раньеро Дзено, который скончался через несколько недель после его ратификации и был похоронен со всеми почестями, которые могла дать Венеция
.
Вторая война между Венецией и Генуей проходила в 1293—1299 годах с переменным успехом. Генуэзцы дважды разбили венецианский флот, в 1294 году при Айясе и в 1298 году у острова Курцола, а Венеция напала на две генуэзские колонии: Кафу и Фокею. Однако венецианский Арсенал работал, не останавливаясь, и Венеция быстро восстановила свой флот. 25 мая 1299 года между сторонами был заключён Миланский договор, по которому Венеция обязалась не осуществлять агрессии против Генуи.
Эпидемия чумы 1348—1349 годов унесла почти половину жителей Венеции, что не помешало ей вступить в новую войну с Генуей. В феврале 1352 года венецианский флот под командованием Виттора Пизани потерпел поражение на Босфоре, но в августе следующего года флот Николо Пизани с арагонскими союзниками разгромил генуэзцев у Сардинии. 1 июня 1355 года соперники при посредничестве Висконти заключили новый Миланский мир, нарушенный в 1376 году «войной Кьоджи», которая началась со спора за остров Тенедос, находящийся на выходе из пролива Дарданеллы.
В мае 1379 года генуэзская эскадра в водах Пола нанесла поражение Венеции. Генуэзцы под командованием Пьетро Дориа захватили Градо, Каорле и город Кьоджу на самом юге Венецианской лагуны. Венецианцы нагрузили корабли камнями и затопили их в фарватере Кьоджи, заблокировав генуэзцев. 24 июня 1380 года генуэзцев удалось выбить из Кьоджи. В 1381 году между воюющими сторонами был заключён Туринский мир.
Последняя генуэзская война произошла в 1431 году, когда Венеция напала на Геную, находящуюся под властью миланского герцога Филиппо Мария Висконти. В сражении на реке По в Кремоне венецианский флот под командованием Тревизана потерпел поражение.

## Расцвет Венецианской республики

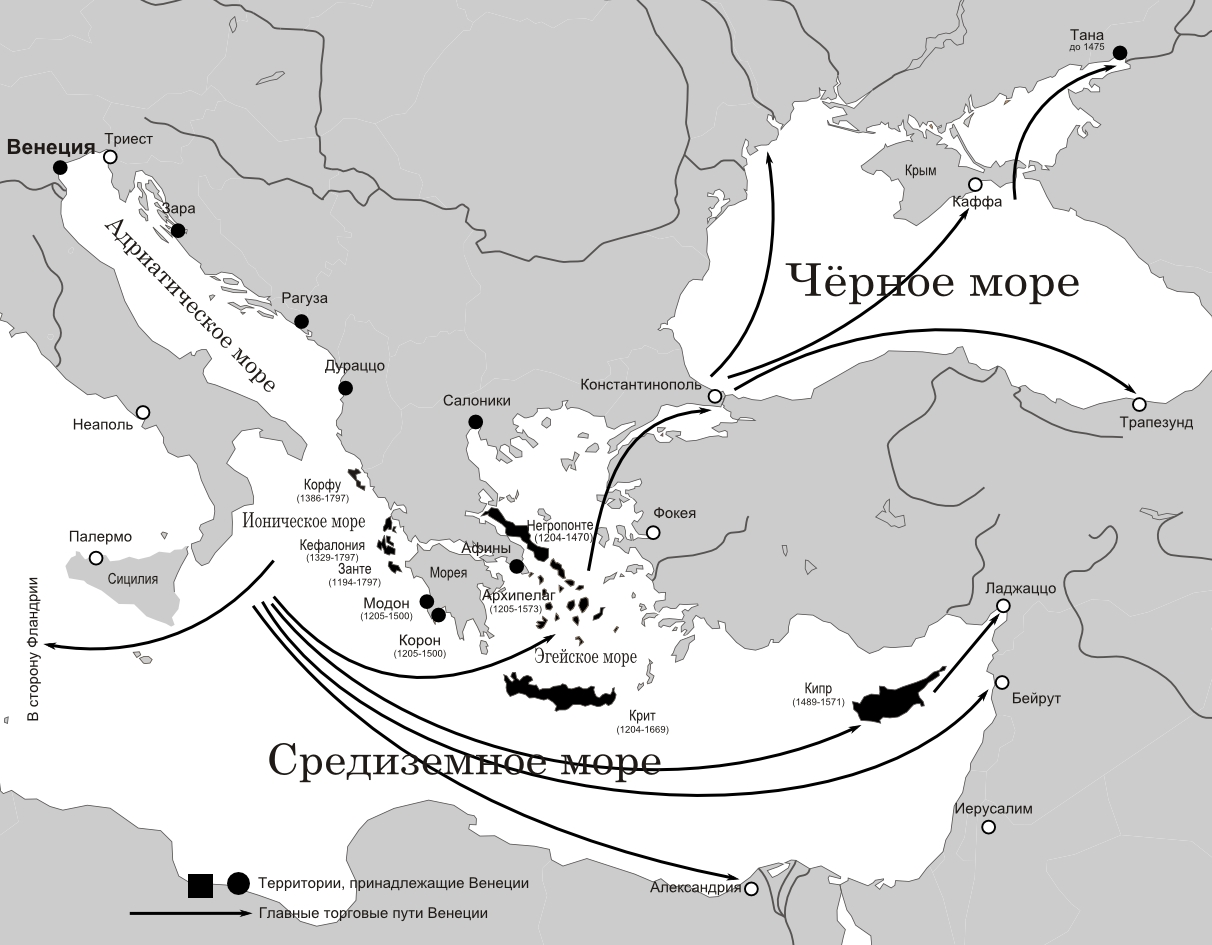
Венецианские торговые пути и колонии (до XIX века).

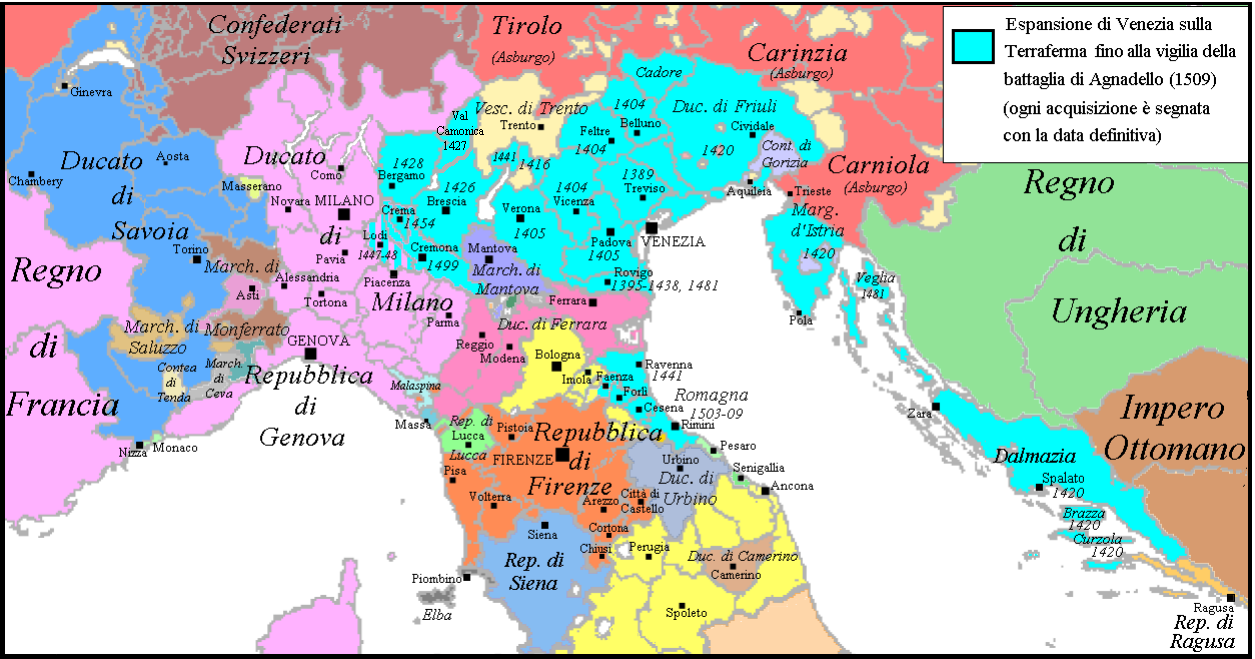
Схема расширения Венецией своих владений в Адриатике (т. н. Terraferma) в XIV—XVI веках (на 1509 год)

Развитие торговли и мореплавания привело к развитию банковской деятельности. В середине XII века на Риальто открылись первые банки, была вымощена часть улиц и кампо (площадей), в некоторых местах появилось масляное освещение. В Венеции впервые стали страховать морские грузы.
В результате двухвековых усилий Венеции к началу XIII века удалось создать сеть опорных пунктов на побережье Истрии, Далмации, северной Африки и Сирии. 4-й крестовый поход добавили к ним Пелопоннес, Крит и Негропонт, превратив Венецию в обширную колониальную империю.
С XIII века, учитывая предполагаемую торговую блокаду Египта, Венеция начала торговать через Причерноморье, откуда поступали пряности, шёлк, хлопок и драгоценные камни. Этот путь более дорогой, но в черноморские порты доставляли более качественные специи из Малой Индии (Афганистана) и шёлк из прикаспийских областей, который тогда был самым дорогим товаром. После торгового кризиса [1340]-х годов итальянская торговля специями, в основном, шла через Египет, но шёлк через Трапезунд продолжал поступать в Венецию и после османского завоевания Трапезундской империи. С XV века Венецианцы начали экспортировать из Причерноморья местную продукцию: вина, лесные орехи, воск. Из Каффы и Таны в Западную Европу поступало большое количество пушнины, вероятно, кавказского производства. В Причерноморье венецианцы импортировали сукно, металлы и мыло. Особое место в итальянской коммерции в Причерноморье занимала работорговля. Северное и восточное Причерноморье служили главным источником поступления рабов, в первую очередь, татаро-монгольских и кавказских, на рынки Западной Европы и мамлюкского Египта, но основная роль в работорговле принадлежала генуэзской Каффе.
В XII—XIII вв. Венеция начала строить галеры и галеасы — торговые судна больших размеров, вместимостью около 200 тонн, которые производили судовые верфи Арсенала. С начала XIV века Венеция ежегодно отправляла пару раз в год конвои, состоящие из двух-трёх галеасов, в Англию и Фландрию. В 1328 году 8 кораблей ходило на Кипр и Армению, 4 на Фландрию и 10 на Византию и Чёрное море. Общий тоннаж венецианского флота в XIV веке достигал 40 тыс.тонн, при среднем водоизмещении в 150 тонн. Команда судна набиралась из свободных людей, которым разрешалось провозить собственный товар для торговли.
Начиная с XII века богатые купцы работали по системе colleganza (комменда, общество на паях), когда предприниматель авансировал в купца капитал или товар, и получал бо́льшую часть прибыли, обычно ⅔ или ¾, но при этом нёс бо́льшую часть возможных убытков. Комменда создавалась на короткий срок, обычно на время одного плавания. К XV веку комменда уступила место институту комиссионных агентов. Взимаемые налоги в Венеции были значительно ниже чем в Византии и в странах Европы, что способствовало привлечению инвестиций, в том числе и еврейского капитала, представителям которого в Венеции почти не чинилось препятствий.
В 1209 году Венеция поддерживала германского императора Оттона IV, за что получила подтверждение всех предыдущих привилегий в Германии. В 1214 году между Венецией и Падуей началась война за право монопольной торговли в Адриатике, которая завершилась в 1216 году соглашением, устанавливающим довоенный статус. К началу XIII века Венеция снова утвердилась в Заре, также ей подчинился Дубровник.
После создания Латинской империи византийская золотая монета — иперпир, стала быстро обесцениваться. Для регулирования возросших торговых операций в 1284 году Венеция начала чеканить венецианский золотой дукат (ducato d’oro, значительно позже известного под названием цехина — zecchino), который стал, наряду с дженовино (Генуя) и флорином (Флоренция), международной валютой и мощным инструментом достижения экономического процветания.
После восстановления греческого правления Византии в 1261 году венецианцы были изгнаны из империи. Однако они быстро возвратили свои привилегии, добиваясь в 1265, 1285 и 1302 гг. золотых булл, снова получив квартал в Константинополе, освобождение от таможенных пошлин, свободу торговли и выход в Чёрное море.
Во время избрания дожа Лоренцо Тьеполо в 1268 году впервые была опробована многоступенческая[уточнить] система голосования. Правление Лоренцо Тьеполо не было удачным, в это время в Венеции наступил голод, а соседние города отказались поставлять в Венецию хлеб. Венеция попыталась отомстить, введя высокие пошлины на транзит товаров, однако к этому времени войны между гвельфами и гибеллинами закончились, материковые города окрепли и смогли противостоять Венеции. Попытки Венеции вернуть под своё руководство город Анкону не увенчалась успехом: венецианский флот сначала был разбит штормом, а вторая эскадра была пленена жителями Анконы. После того как Рудольф Габсбург подарил Романью, в которую входила и Анкона, папе Николаю III, Венеция оказалась и врагом папы. Воспользовавшись моментом вспыхнули восстания в Истрии и на Крите, что привело к отставке дожа Якопо Контарини в марте 1280 года. Следующий дож, Джованни Дандоло, попытался подавить мятежный Триест и также был разбит, а погоня жителей Триеста дошла до Маламокко, чего не было со времен Пипина. Венеция снарядила больший флот и захватила Триест, а затем и его соседей.
.
В 1284 году Венеция отказалась поддержать крестовый поход против Педро III Арагонского, что стало причиной первого, но не последнего, отлучения Венеции от церкви, которого Республика не посмела ослушаться. Вслед за отлучением на Венецию обрушилось землетрясение и страшное наводнение. Череда неудач вызвали в Венеции недовольство народа, который считал ответственным за такое состояние новую торговую аристократию в лице семейства Дандоло, и выдвинул кандидатуру нового дожа из семейства, поддерживающего старый демократический порядок, — Джакомо, сына Лоренцо Тьеполо. У Джакомо был один недостаток, он был сыном и внуком дожа, и советникам удалось убедить его сторонников, что такое избрание несет риск наследственной монархии. Джакомо согласился с этим на вакантное место был избран Пьетро Градениго.
В 1303 году началась новая война Венеции с Падуей. Венеция, используя налоговые льготы при продаже соли, фактически монополизировала торговлю солью. Падуя попыталась освоить соляные копи на северо-западе венецианской лагуны. Соседи Падуи, не желая её возвышения, приняли сторону Венеции и в октябре 1304 года был заключён мир.
В 1308 году, после смерти маркиза Аццо д’Эсте, началась война за его наследство с Феррарой, в которой против Венеции выступил папский престол, имевший свои виды на Феррару. Венецианцы отказались подчиняться папским распоряжениям и на них был наложен интердикт, по которому венецианцы были отлучены от церкви, всё их имущество конфисковано, договора аннулированы, и любой человек мог законно взять венецианца в рабство. Единственным спасением Венеции в сложившейся ситуации стал торговый договор с султаном Египта, перекрыть который папа был не в состоянии. 28 августа 1309 года венецианский гарнизон в Ферраре пал. Недовольство венецианцев этими результатами правления дожа Градениго привело к образованию заговора против дожа, который был раскрыт. Для контроля над заговорщиками был учрежден специальный Совет десяти, который впоследствии стал одним из главных органов власти в Венеции.. В 1313 году был заключён договор, по которому Ватикан получил право на Феррару, а Венеция обязалась выплатить 100 000 флоринов в качестве контрибуции.
В конце XIII века был открыт путь через Гибралтар и Венеция начала торговать с Англией и Фландрией, страхуя торговые пути от разного рода случайностей в 1313 году Венецией были открыты резервные навигационные маршруты к Брюгге и к Франции через Ломбардию.
В 1301 году, после кончины венгерского короля Андраша III, и перехода права на город Зару к неаполитанским Анжевинам, в Заре — морских воротах Далмации, вспыхнуло восстание. В 1313 году Венеция, согласившись с автономией местной власти, сохранила контроль над городом. На другом берегу Адриатики Венеция поддерживала против Анжевинов город Дубровник, тем самым не допуская контроля обеих берегов Адриатики одной династией.

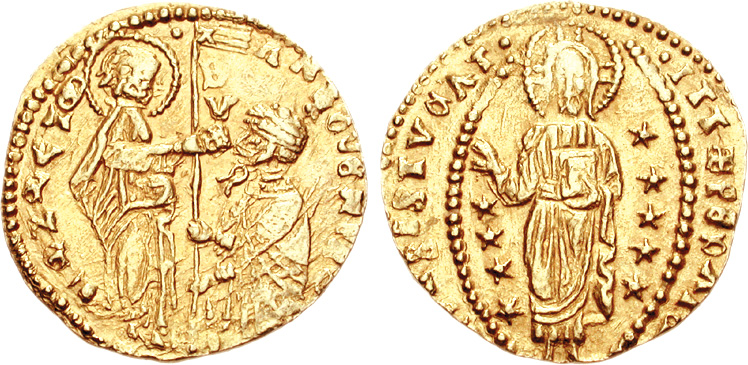
Золотой дукат дожа Антонио Веньера, XIV век.

К 1329 году Византия контролировала Истрию, далматинское побережие, владеет графствами Кефалония и Неграпонте, герцогствами Наксос и Крит.
С 1344 по 1358 год Венеция снова воевала с Венгрией. В 1346 году венецианские войска осадили Зару и нанесли поражение венгерским войскам. 15 декабря 1346 года Венгрия согласилась на мир. Согласно договору, власть в Заре была передана венецианским чиновникам, возобновилась практика передачи Венеции заложников, город был обложен налогами, мешающими его дальнейшему развитию.
Во время конфликта Венеции с Генуей в 1350 году, Генуя заключила с Венгрией альянс и в 1356 году король Венгрии Лайош I Великий напал на Венецию.

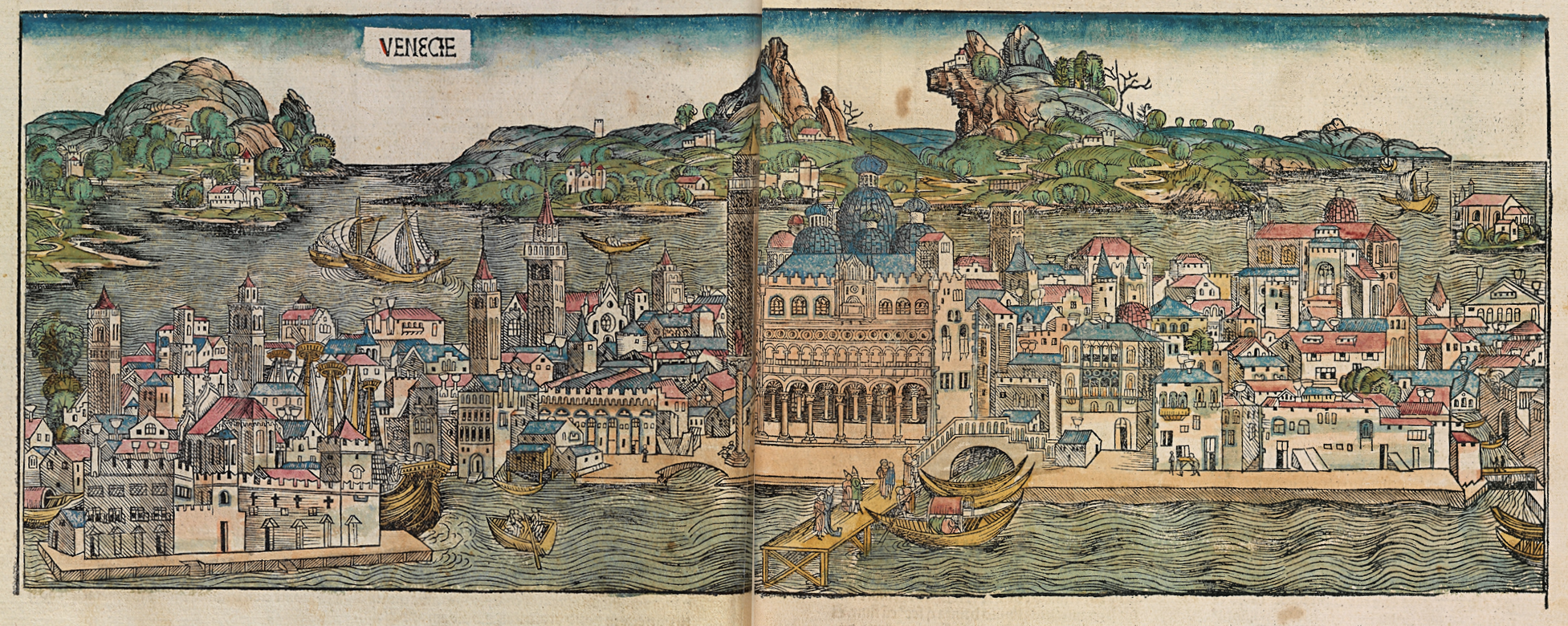
Венеция в 1493 году. Ксилография из «Нюрнбергской хроники»

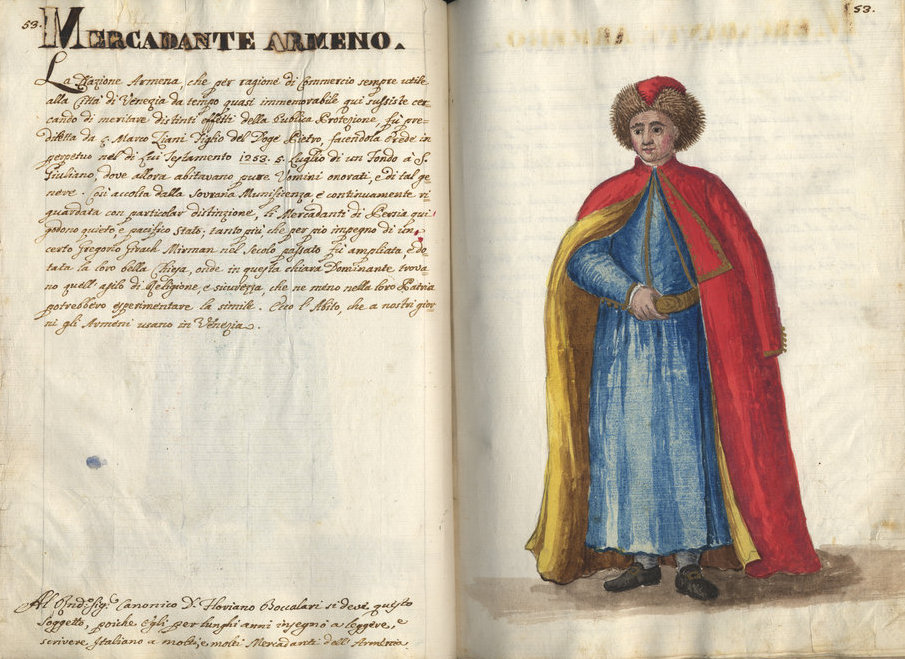
Венецианский купец-армянин. Худ. Джованни Гревемброх, XVIII век.

В 1358 году Венеция была побеждена и 18 февраля был заключён мирный договор, по которому Венеция теряла Далмацию. Венгрия гарантировала отсутствие на побережье Далмации пиратства и предоставляла венецианцам право свободной торговли. 19 июля 1409 года, воспользовавшись тяжёлым положением Венгрии после Крестового похода против османов 1396 года, Венеция купила у неё Далмацию за 100 000 дукатов.
После третьей войны с Генуей, Венеция, испытывая усилившуюся турецкую экспансию, начала укреплять оборону Адриатики и подступов к ней. В 1386 году были заняты Кафа и Бугринто, с 1388 по 1394 года Венеция купила на берегу Пелопоннеса Ноблию, Аргос и Монембасию (Мальвуази), в 1392 году в Албании Дураццо и Скутари в 1393 году Лепанто, а в 1406 году Антивари и Дульчино. В 1395 году был установлен протекторат над Кефалонией, а в 1423 году над Салониками. Влияние Венеции также распространялось на Негрепонте, Тинос, Микенос, а также над деспотиями Афины и Морея.
В 1494 году в Венеции Лука Пачоли опубликовал трактат, в котором впервые систематически описал так называемую двойную бухгалтерию, тогда она называлась «ведение книг по венецианскому образцу» (Scerittura alla veneziana), принятую до нашего времени.
В 1463 году была произведена коренная реформа венецианской финансовой системы. Практиковавшаяся до того система принудительных займов и косвенных налогов (прямые налоги взимались в экстренных ситуациях) была заменена на постоянный прямой налог на доход — «десятину». Оценка налога происходила при помощи специального кадастра, куда сводились все доходы налогоплательщика.
В 1472 году, король Кипра Иаков II вступил в брак с представительницей венецианского рода Катариной Корнаро. 6 июля 1473 года Иаков II умер, оставив Корнаро наследницей, которая, в свою очередь, в 1474 году передала остров под управление Венеции. 26 февраля 1489 года Катерина Корнаро отреклась от престола королевы Кипра в пользу Венеции.
К XVI веку Венеция стала главным морским торговым центром Запада, где купцы Италии, Германии, Австрии и Нидерландов приобретали товары, поступающие из Леванта. Победа над Падуей, Феррарой и Равенной сделали Венецию гегемоном и в сухопутной торговле на территории от Альп до Апеннин на юге и до реки Тичино на западе.

## Терраферма

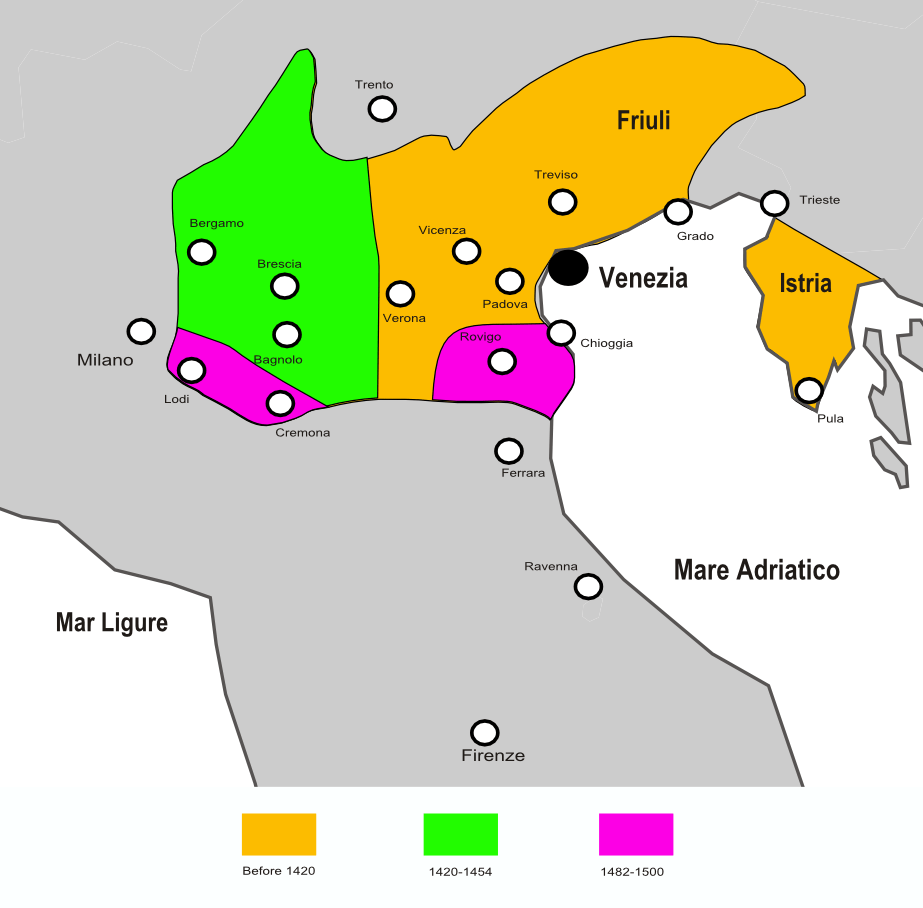
Венецианские материковые территории

К XIII веку стало понятно, что будущее не за городами, а за государствами. Экономическая мощь города была недостаточной для выживания среди государств. Венеция ответила на этот вызов созданием «Terra Ferma» — материковых территорий Венецианской республики.
Территории Террафермы имели определённую самостоятельность, но верховной властью обладал ректор, подконтрольный венецианскому Сенату и Совету Десяти. Провинции приносили доход Венеции. Также между ними существовал культурный обмен, (например, родом из провинций были Тициан, Веронезе и Палладио). Однако это привело также к усилению и без того могущественного Милана.

## Камбрейская лига

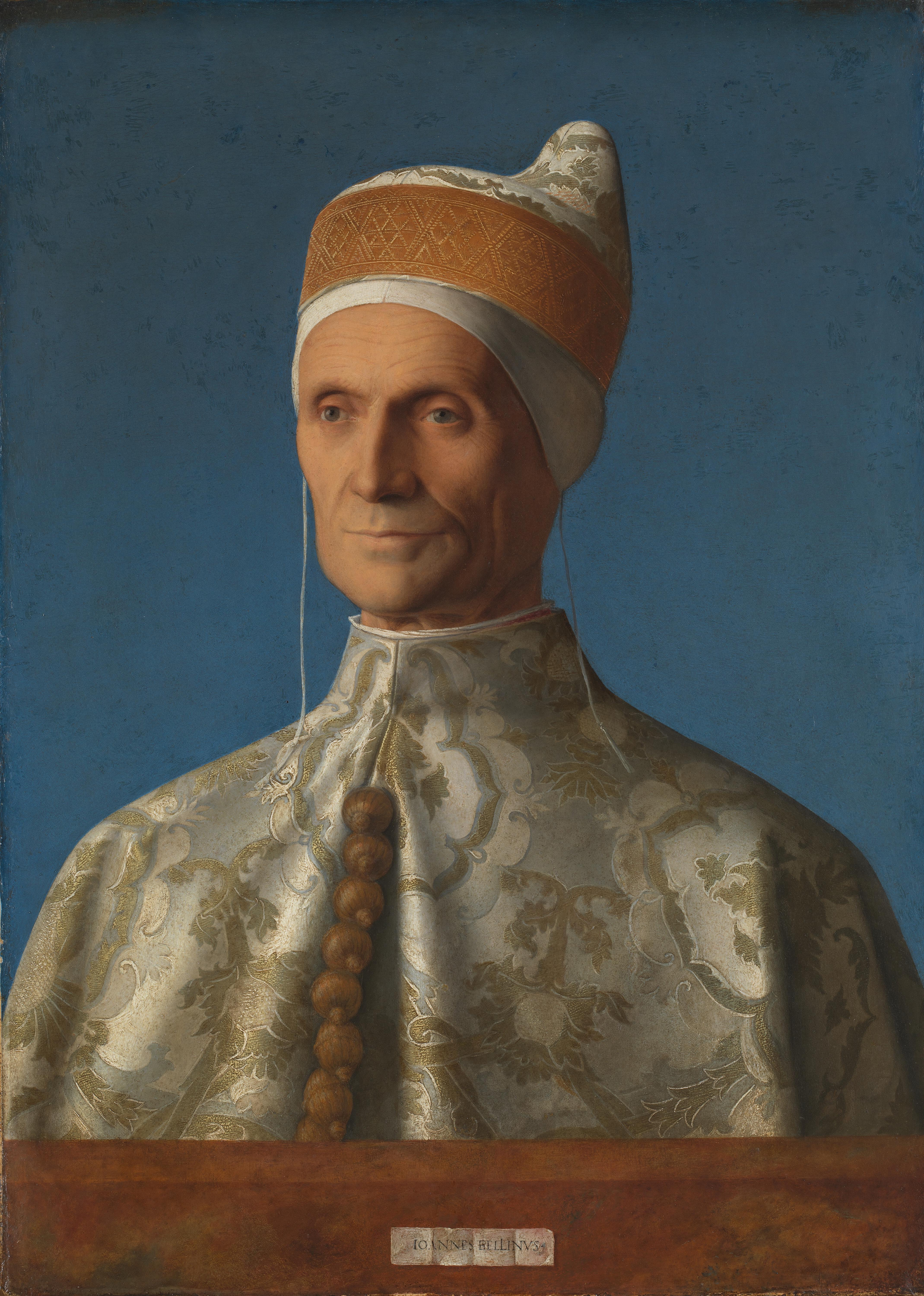
Дож, противостоявший Камбрейской лиге, — Леонардо Лоредано. Портрет работы Джованни Беллини

Экспансия Венеции на Терраферму привела к тому, что ряд богатых городов, таких как Падуя, Виченца и Верона, стали платить ей дань. Колонии Венеции протянулись от греческих островов Эгейского моря до Фриули и Бергамо и от реки По до Альп. К началу XVI века Венеция имела монополию на торговлю в Средиземноморье. Это вызвало противодействие римского папы и императора Священной Римской империи.
Папа Юлий II «Грозный», недовольный захватом Венецией в 1503 году папских городов Римини и Фаенца, и желая урезать права венецианского духовенства, собрал 10 декабря 1508 года против Венеции Кембрейскую лигу — альянс, включающий Францию, Испанию, Священную Римскую империю, Феррару и Флоренцию. Папа призвал стороны альянса разделить территории Венеции на материке, а потом совершить крестовый поход.
27 апреля 1509 года Юлий II подверг Венецию интердикту, однако власти Республики запретили публиковать его на всех подвластных территориях. Война началась для Венеции неудачно. 14 мая 1509 года, из-за распрей между двумя кондотьерами, венецианскую армию под Аньяделло разбили французы. Материковые доминионы Венеции не стали сопротивляться войскам Камбрейской лиги, которые в итоге вышли почти к берегам лагуны. Лига вскоре распалась из-за внутренних распрей, но Венеция была вынуждена признать власть папы Юлия II. 24 февраля 1510 года послы Венеции униженно стояли на коленях перед собором Святого Петра, пока зачитывались пункты договора. 5 октября 1511 года Венеция вступила в Святую лигу — союз папы против Франции, и возвратила себе почти все территории, кроме папских земель и части Апулии. В мае 1526 года Венеция присоединилась к союзу против Карла V, а в декабре 1529 года в Болонье заключила с ним мирный договор, по которому практически сохраняла свои территории, подняв свой престиж способностью противостоять основным силам Европы. Однако эта война, стоившая более миллиона дукатов, опустошила казну Венеции.

## Конфронтация с Ватиканом

Венеция на карте Италии, 1494

Римские папы неоднократно пытались оказать влияние на политику Венеции, однако Венеция всегда этому сопротивлялась. Для максимального удаления от папского епископа, кафедральный собор Сан-Пьетро был построен на Кастелло. Ещё в 1202 году, когда во время Четвёртого крестового похода венецианцы напали на Зару и разграбили её, папа наложил на Венецию (вместе с остальными крестоносцами) интердикт. В 1284 году Ватикан отлучил Венецию от церкви за публикацию запрещённых книг.
В 1605 году папа Павел V посетил Венецию и выразил желание устроить в Риме экзамен патриарху Венеции, назначавшемуся Сенатом. Через год дож Леонардо Донато отказался выполнить требование Павла V о выдаче двух виновных в гражданских преступлениях священников, заявив, что он «не собирается ни перед кем отчитываться по текущим вопросам, признавая выше себя только Бога Всемогущего». Ватикан наложил на Венецию интердикт и запретил все религиозные обряды в Венеции. В ответ венецианский Сенат, в свою очередь, запретил обнародование этого запрета, а священников, не выполняющих свою работу, обещал сажать в тюрьму. Папе повиновались только иезуиты, которые были изгнаны из Венеции. При посредничестве Франции конфликт был улажен, и папа согласился впредь не использовать против Венеции интердикт.

## Турецкая угроза

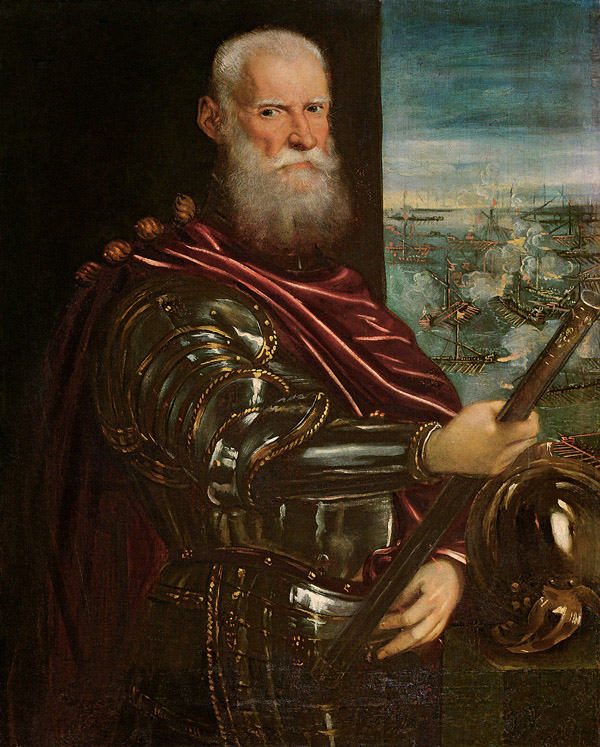
Дож Себастьяно Веньер — герой сражения при Лепанто, портрет работы Якопо Тинторетто

Торговлю с Египтом, который был связан караванными путями с Востоком, контролировала Венеция. До Марко Поло венецианских купцов на Востоке не было. В конце XV века окрепшая Османская империя перекрыла торговые пути из Европы в Китай и Индию. Вначале Венеция избегала конфликта с турками, предпочитая торговать с ними.
В 1453 году турки завоевали Константинополь. Венеция не пришла на помощь городу, полагая, что если не помогать грекам, с турками будет легче достичь торгового соглашения. Но в течение почти 300 лет после этого Венеция воевала с турками, что подорвало её экономику (хотя одновременно велась и активная торговля — сначала через Дубровник, а потом и через Сплит). В итоге противостояние закончилось упадком Венецианской республики. К 1522 году, при Сулеймане Великолепном, Османская империя окончательно сложилась и продолжила вытеснять Венецию из Средиземноморья. Туркам удалось в 1571 году взять Кипр.
Христианский мир, реагируя на турецкую угрозу, заключил в мае 1571 года в Риме альянс, в который вошли Венеция, Испания и Папская область, и 7 октября 1571 года в Коринфском заливе, возле порта Лепанто нанёс поражение турецкому флоту. Однако в дальнейшем христианский альянс распался. В 1573 году Венеция потеряла Кипр, в 1669 году турки захватили Крит.
Временные успехи Франческо Морозини в 1685—1699 гг. не изменили кардинально ситуации, и в 1715 году турки завоевали Пелопоннес. К 1718 году, когда был подписано Пассаровицкое (Пожаревацкое) соглашение, закрепляющее турецкие завоевание Мореи и венецианские приобретения в Далмации, обе стороны были предельно истощены, а от Венецианской республики остались клочья. Османская империя в это время вступила в пору упадка, и практически не представляла угрозы интересам Венеции.

## Упадок

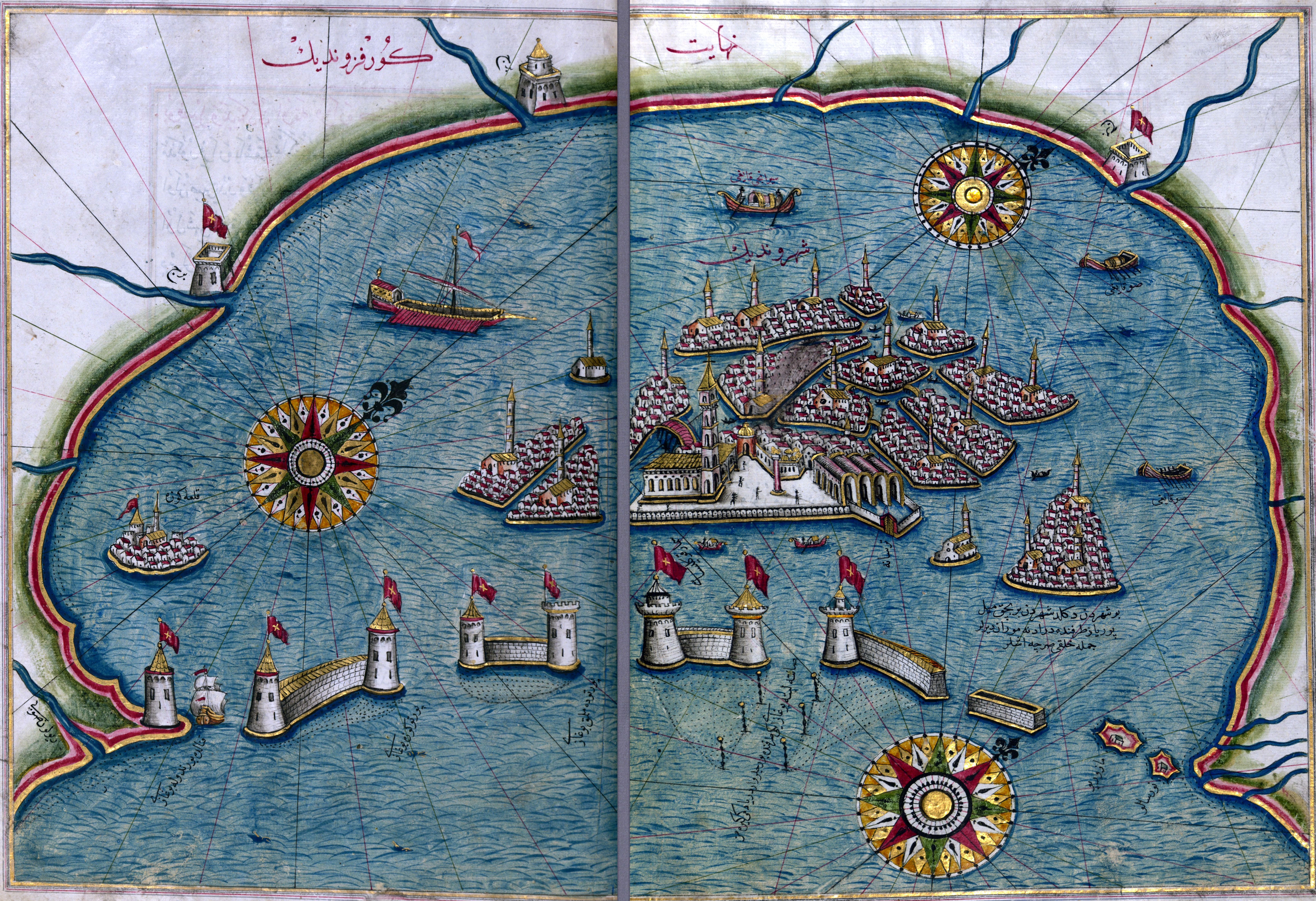
Карта Венеции из «Книги морей» Пири-реиса, 1525

Ставшая государством в Средние века Венеция двигалась против течения истории и становилась всё более анахроничной. Городское средневековое общество не имело исторического будущего. Объединение Венеции с остальными итальянскими территориями произошло лишь в XIX веке.
В конце XV века Венецию потрясла череда банкротств: в 1495 году Бальби (долг в 200 тысяч дукатов), в 1497 году Альвизе Никета (10 тысяч дукатов), в 1498 году Альвизе Гримани (16 тысяч дукатов) и Андреа Гарцони (150 тысяч дукатов), и в 1499 году Томмазо Липпомано (120 тысяч дукатов).
Венецианская торговля строилась на отношениях с Левантом, Малой Азией и даже Китаем. Венецианские путешественники — Марко Поло, Марино Санудо Старший, Альвизе да Мосто и другие — своими открытиями невольно помогали противникам Венеции. Да Мосто открыл острова Зелёного Мыса, что помогло в 1499 году португальскому мореплавателю Васко да Гама открыть новый морской путь в Индию, вокруг мыса Доброй Надежды, и дало возможность Португалии напрямую торговать с Индией. Часть пряностей, доставляемых в Европу, пошла этим путём. Венеция была в панике. В течение XV века ежегодно 15 галер доставляли из Сирии и Александрии хлопок и специи. В 1501 году в Антверпене появился португальский перец. Если в самом конце XV века венецианцы ежегодно привозили из Леванта 6730 тюков пряностей, то в 1502—1513 гг. это количество упало до 600 тюков в год. В 1515 году Венеция не смогла обеспечить даже собственные потребности в специях, и вынуждена была закупать их у Португалии. Однако к середине XVI века старинные пути доставки обрели вторую жизнь, и Венеция вновь стала основным торговцем пряностями. Только когда голландцы проникли в Индийский океан и захватили Пряные острова, торговый путь через Ближний Восток окончательно закрылся. Попытки Венеции перевести свою торговлю на Запад не имели успеха.

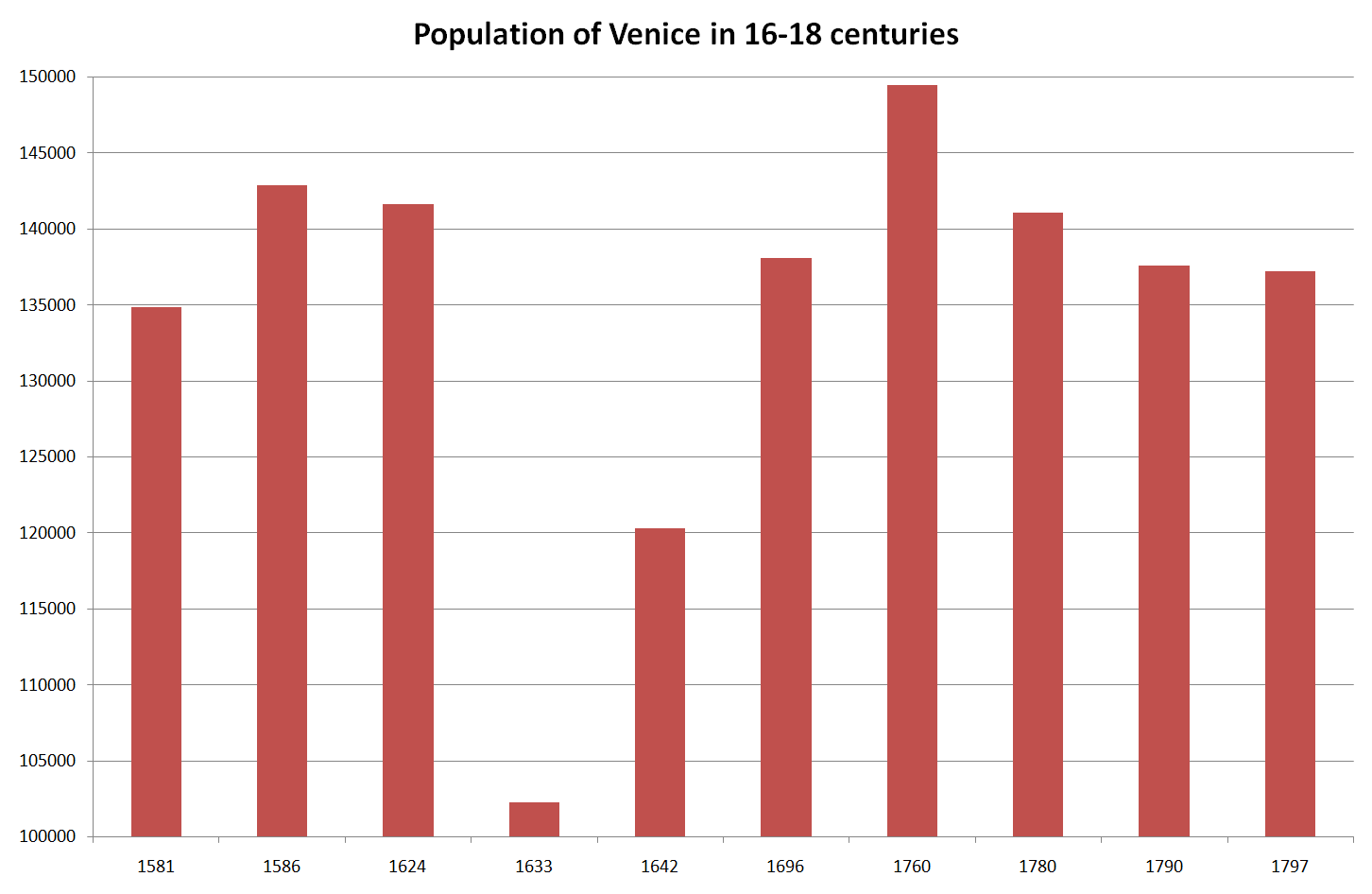
Население Венеции в XVI—XVIII вв.

Лишившись части прибыли в торговле пряностями, венецианские капиталы нашли иное применение. Увеличилась торговля шёлком, хлопком, коврами из Леванта, к которому не имели доступа конкуренты Венеции. В течение 40 лет к 1560 году объём этой торговли удвоился. Увеличилось производство шерстяных тканей, так, если в 1523 году Венеция производила 4 400 штук сукна, то в 1602 году уже 28 700 штук. Развивалось книгопечатание, в XV веке Венеция выпустила в три раза больше книг, чем Рим, Милан и Флоренция вместе взятые.

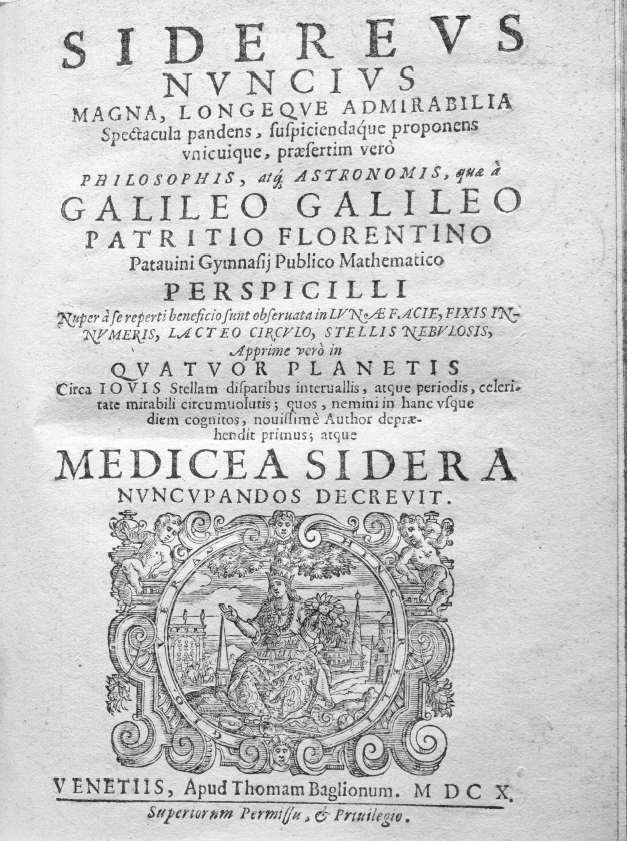
Галилей. «Звёздный вестник». Венеция, 1610 год.

В 1492 году французский король Карл VIII вторгся в Италию, положив начало долгой череде войн с Испанией. Однако в 1494 году Венеция старалась сохранить суверенитет, с одной стороны, опасаясь, что крестовый поход, задуманный Карлом VIII, окончится неудачей и Венеция потеряет позиции на Средиземноморье, а с другой стороны, опасаясь усиления Карла VIII. В 1495 году Венеция участвовала в Первой итальянской войне на стороне антифранцузской коалиции и в составе союзных войск одержала победу над Францией при Форново. Венеции достались Бриндизи, Трани и Отранто. В 1499 году Венеция подписала Блуасский договор с Людовиком XII, преемником Карла VIII, по которому получила Кремону, Фаэнцу, Римини и Фано. В 1508 году, после отказа пропустить войска Максимилиана Австрийского, которые направлялись в Рим для коронации, Венеция объявила войну Священной Римской империи и захватила Горицию и Триест, которые остались в её владении и после подписания в июне того же года мирного договора.

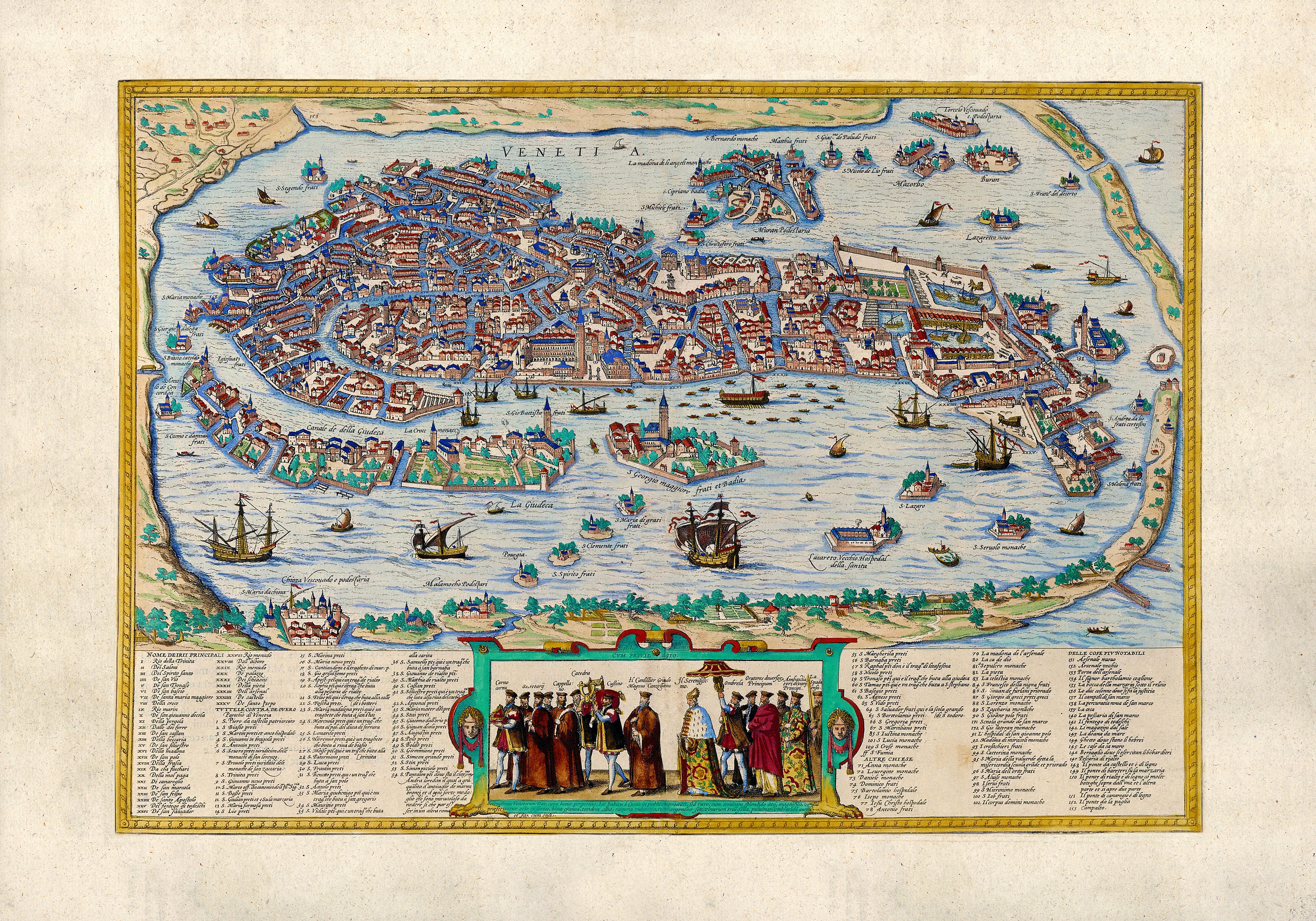
Карта Венеции с выходом дожа. Раскрашенная гравюра, 1565 год

Кризис, переживаемый Италией в конце XVI века, глубже всего затронул Венецию. Если в 1567 году, в Венеции было произведено 60 крупных кораблей, то в 1595—1600 гг. — только 20. Не имея средств для покупки, Венеция стала фрахтовать иностранные корабли. С 1630 года венецианские корабли ходили в Средиземном море только в составе конвоя. Венецианский штандарт перестал быть уважаемым гарантом безопасности. Техника в Венеции не поспевала за временем, произошёл упадок в производстве бархата, зеркал, стекла.
Вторую половину XVI века Венеция воздерживается от военных действий на европейской территории. В 1559 году по франко-испанскому договору в Като-Камбрези практически вся Италия переходит под власть Испании; единственной независимой итальянской территорией остаётся Венеция с материковыми землями.
В 1616—1617 гг. Венеция воевала с Австрией в «войне Градиска». В 1617 году Венеция подписала с Австрией мирный договор, по которому австрийцы должны были положить конец пиратству, мешавшему торговле Венеции, что свидетельствует об утрате венецианским флотом былой мощи. В 1623 году Венеция заключила с Францией и Савойей союз против Испании, а в 1629 году с Францией и Папской областью вошла в антиимперскую лигу (см. Тридцатилетняя война). После поражения 25 мая 1630 года Венеция в европейской политике руководствовалась нейтралитетом.

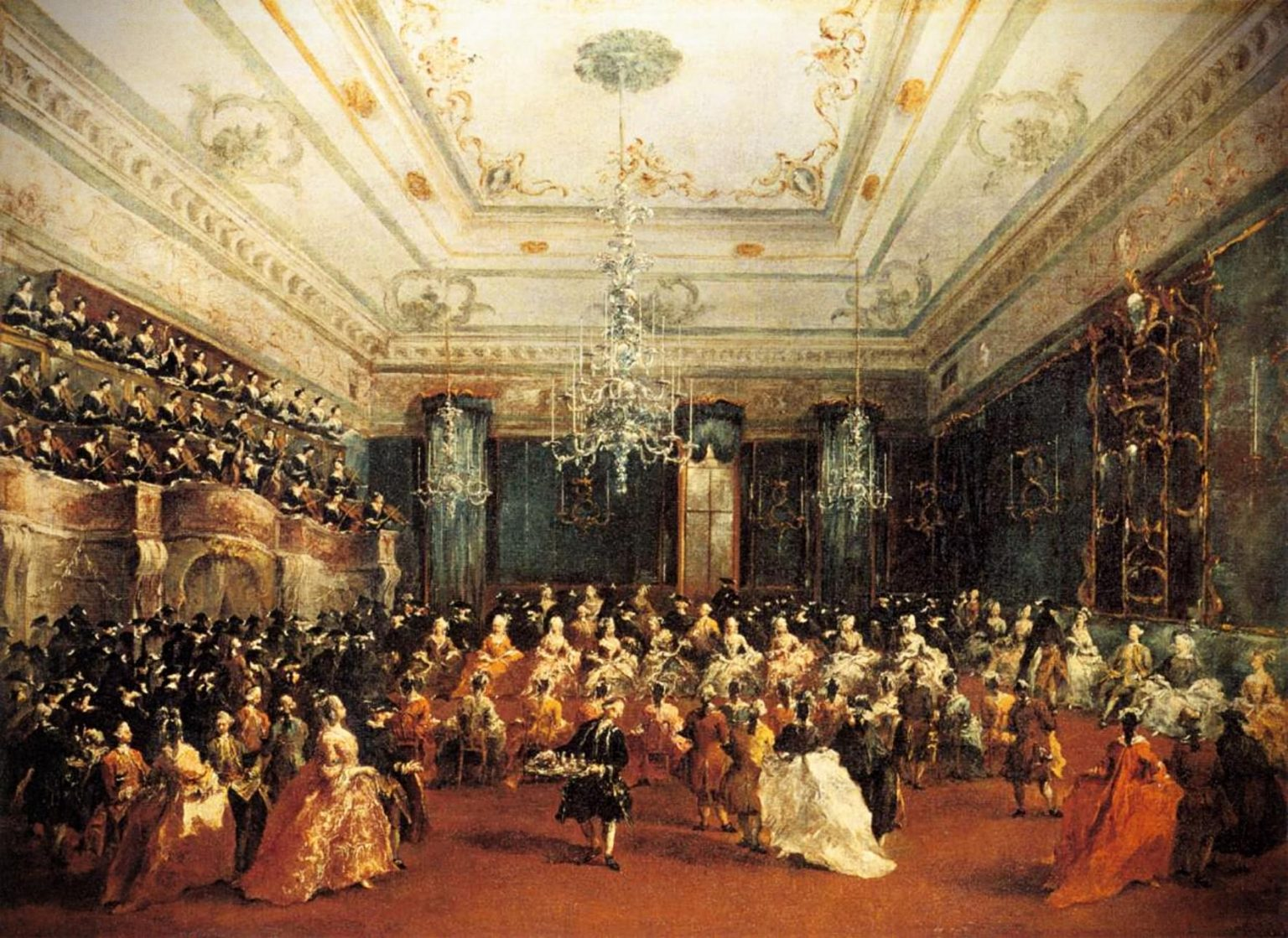
Венецианский концерт, картина Франческо Гварди, 1782

В XVII веке появились новые конкуренты Венеции в лице крупных торговых компаний: Ост-Индской в Англии и одноимённой Ост-Индской в Голландии, которым Венеция уступила инициативу.
Несмотря на утрату могущества, всё XVIII столетие город был заполнен великолепием. Венеция была единственным городом Европы, где были официально разрешены азартные игры, что делало её всеевропейским казино. В городе функционировало семь крупных театров, производились предметы роскоши, сюда стекались музыканты, певцы, любители удовольствий и искатели приключений со всей Италии и Европы. XVIII век стал свидетелем последнего расцвета венецианской культуры: в это время в городе творили Тьеполо, Каналетто, Франческо Гварди, Пьетро Лонги, Антонио Вивальди, Томмазо Альбинони, Бенедетто Марчелло, Карло Гольдони и Карло Гоцци. Для пополнения казны Сенат стал девальвировать серебряную валюту, а тех, кто был в состоянии собрать 100 000 дукатов, вносить в «Золотую Книгу». XVIII век в Венеции стал веком азартных игр и изощрённых любовных утех (описанных в воспоминаниях Казановы). Однако великолепные фестивали и карнавалы окончательно подтачивали благополучие Венеции.

## Падение республики
18 апреля 1797 года в Леобене Австрия и наполеоновская Франция подписали соглашение о разделе большей части Террафермы, которая перешла к Австрии по Кампо-Формийскому миру. Венеции осталась Романья, Феррара и Болонья. В апреле в Вероне началось антифранцузское восстание «Веронская пасха», подавленное армией Наполеона.
1 мая 1797 года Наполеон объявил войну Венеции. Дож Людовико Манин собрал Большой совет, в который входили 1169 членов. На Совет явилось 619 членов, которые приняли решение выполнить любую волю Наполеона. 9 мая Наполеон дал указания заменить органы власти новым муниципальным советом, набранном из буржуазии и впустить в город французскую армию. 12 мая на Большом Совете дож Людовико Манин объявил об отречении от престола; только один член выступил против этого. После этого Совет, напуганный выстрелами из ружей (не французских, верные далматинские солдаты стреляли в воздух, покидая город), принял предложенные Наполеоном реформы. Несмотря на отсутствие кворума, Республика Сан-Марко 512 голосами «за» и 20 «против» прекратила существование. Манин снял царственный головной убор корно и сказал: «Он мне больше не нужен». 15 мая 1797 года французские войска вошли в Венецию.
Французское правление было недолгим, но оккупационные войска разграбили Венецию. Царственные знаки дожа и все львы Св. Марка были уничтожены. Квадрига и сокровищница Св. Марка были отправлены в Париж. Церкви и монастыри разорены мародёрами. Золотая Книга публично сожжена. После этого в октябре 1797 года согласно Кампо-Формийскому договору Наполеон и Австрия обменялись Венецией и Ломбардией, и 18 января 1798 года в город вошли австрийские войска. Второе французское правление было с 1806 по 1814 гг., когда Венеция вошла в состав королевства приёмного сына Наполеона — Эжена де Богарне.
Впервые за более чем тысячелетнюю историю Венеция перестала быть независимым государством, превратившись в провинцию. В 1807 году Наполеон пытался оживить экономику города, начав портовые работы и реставрацию дамб, выдал кредиты Арсеналу и местным производствам. Однако континентальная блокада Франции подорвала основы морской экономики Венеции. Тем не менее, венецианские мастеровые продолжали работать. В 1830 году Венеция получила статус зоны свободной торговли, а 1846 году Венецию с материком связал железнодорожный мост.
В 1815 году Венеция стала частью Ломбардо-Венецианского королевства, принадлежавшего Австрии. В город в 1848 году была проведена железная дорога с континента. Однако Вена навязывала свободолюбивой Венеции австрийские законы и цензуру. В 1840 году в кадетской морской школе Аттило и Эмилио Бандьера задумали антиавстрийский заговор, но в 1844 году восстание провалилось и их обоих казнили.

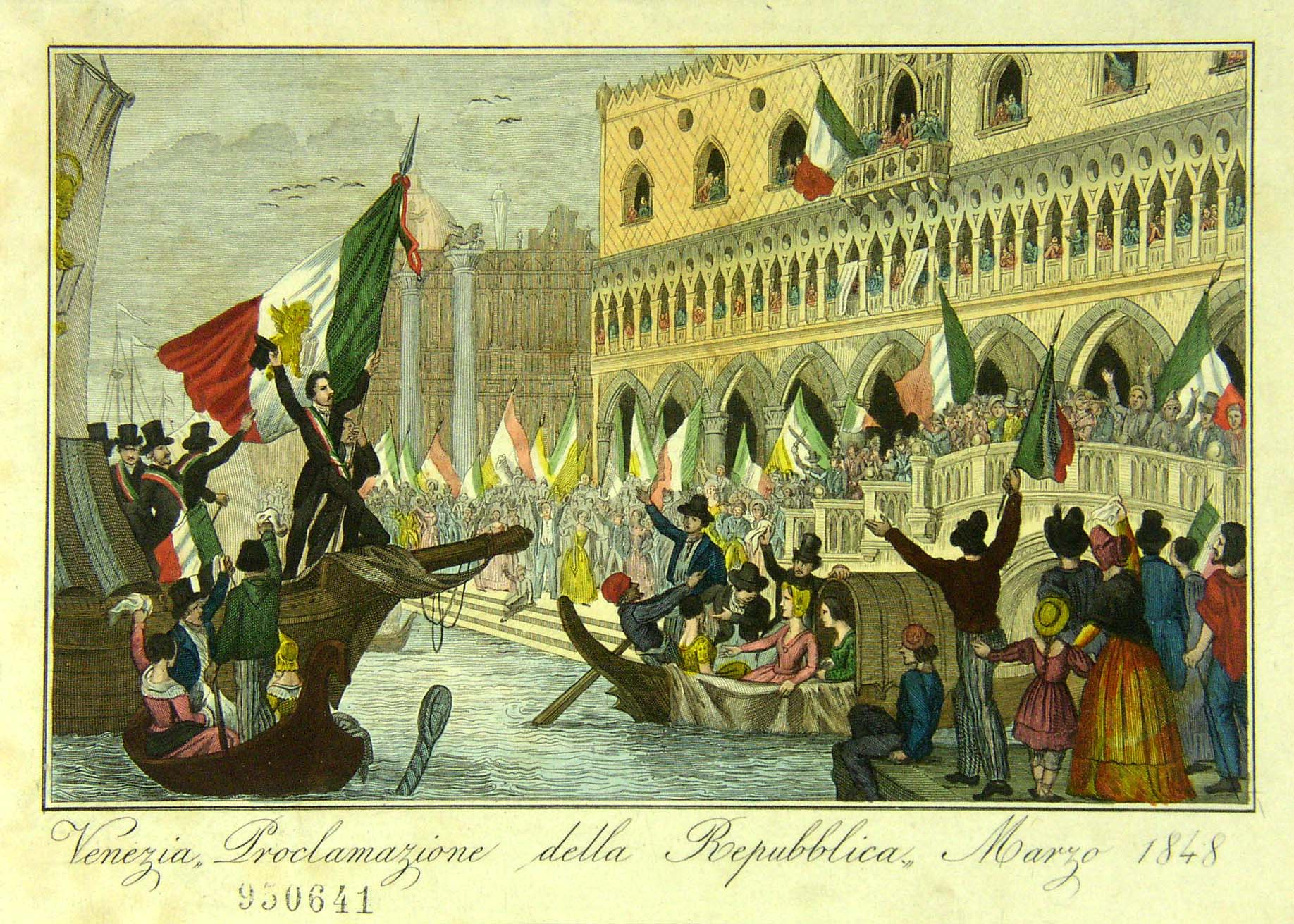
Провозглашение Венецианской республики в 1848 году, рис. XIX века.

В 1848 году либеральный венецианский юрист Даниэле Манин (не имеющий отношения к однофамильцу, последнему дожу) выступил против австрийцев, и вместе с другим предводителем недовольных, писателем Николо Томазео, 19 января 1848 года был посажен в тюрьму. 17 марта огромная толпа венецианцев заставила выпустить их на свободу. Была провозглашена Республика Сан-Марко. 23 марта 1848 года Манин был избран её президентом и стал проводить либеральную политику, уравнял в правах евреев (будучи сам наполовину евреем), ввёл избирательное право для всего взрослого населения. Однако города Венеции не поддержали восстание. 2 апреля члены венецианской ассамблеи предоставили Манину неограниченную власть для сопротивления Австрии. Венецианцы уничтожили несколько арок железнодорожного моста, связывающего Венецию с материком, снова превратив Венецию в остров. По причине австрийских артиллерийских обстрелов из района Каннареджо было эвакуировано население. 12 июля австрийцы предприняли первую в истории воздушную бомбардировку, запуская воздушные шары с подвешенными к ним бомбами, которая оказалась неэффективной. 22 августа 1848 года Венеция капитулировала. Манин, Томазео и ещё 38 человек были обязаны покинуть Венецию. Манин уехал в Париж и умер в бедности в 1857 году.
В 1866 году, после поражения Австрии при Кенигграце, Австрия передала Венецию Франции, которая, в свою очередь, присоединила её к новому Итальянскому королевству. 19 октября власть в Венеции была передана представителю итальянского правительства, а 21 октября на референдуме по поводу объединения с Италией только 69 человек проголосовали «против».

## Современность

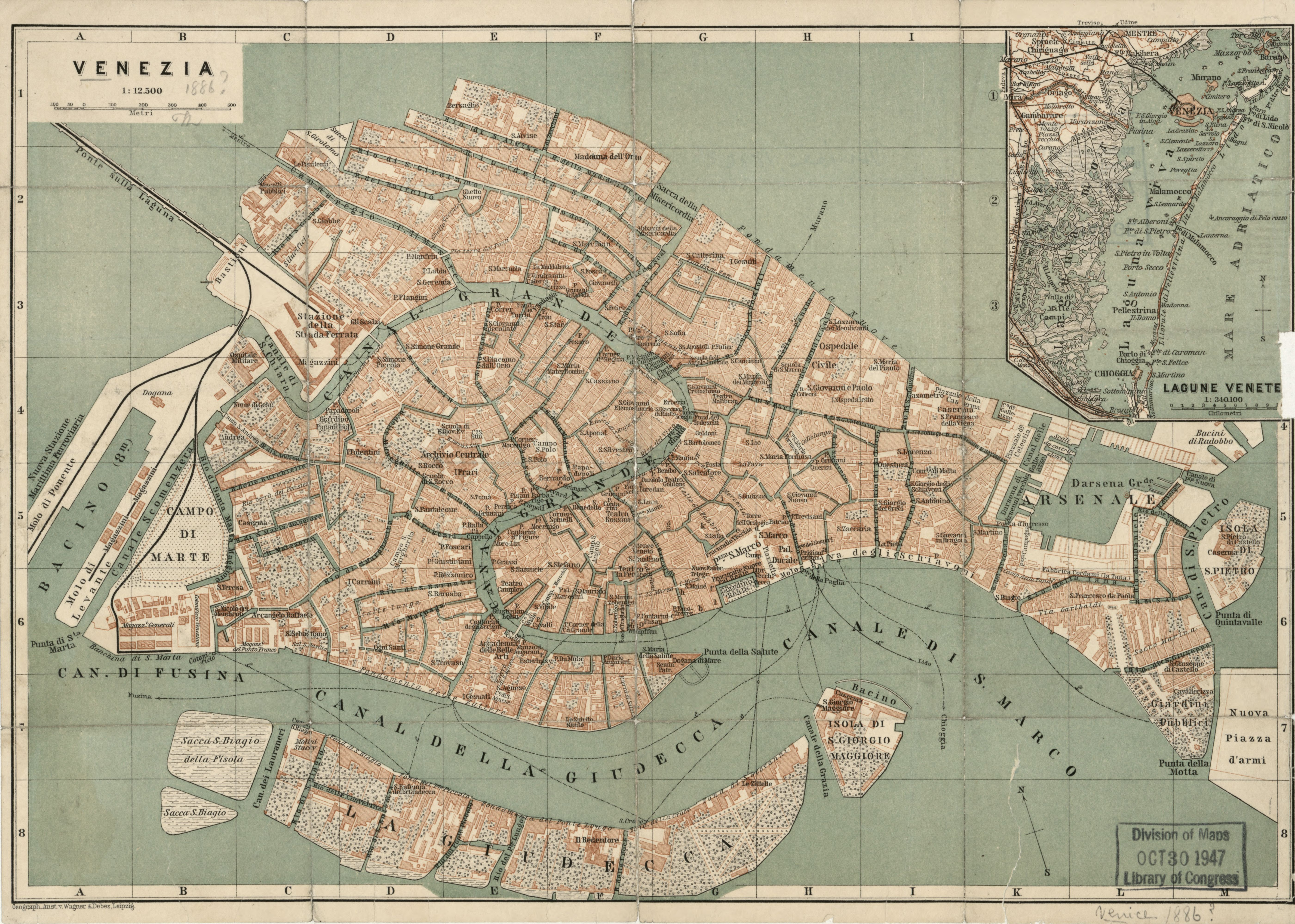
Карта Венеции, 1880-е года.

Открытие в 1869 году Суэцкого канала создало условия для подъёма Венеции; был построен новый порт и Венеция стала популярным местом отплытия на Восток. Мода на морские купания привела к развитию туристического бизнеса в Венеции и на ближайших островах. С 1895 года Венецианская биеннале привлекает в Венецию множество выдающихся деятелей искусств.
В 1903 году патриарх Венеции стал папой Пием X.
Во время Первой мировой войны Венеция подверглась австрийским бомбардировкам. В сентябре 1919 года Габриэль Д’Аннунцио отправился из Венеции захватывать Фиуме. После первой мировой войны в Венеции расцвёл фашизм. Один из фашистских лидеров, граф Джузеппе Вольпи, родился в Венеции в 1877 году и начал свою карьеру как удачливый предприниматель. В 1925 году Вольпи стал министром финансов в правительстве Муссолини, а позже возглавил Биеннале. После Великой войны была попытка реализовать так называемый план «Порто Маргера» постройки порта и заводов на берегу материка, которая привела к загрязнению экосистемы лагуны. В 1926 году остров Местре был передан в ведение муниципалитета Венеции. В 1932 году в городе состоялся первый Венецианский кинофестиваль. В 1933 году Венеция была соединена с материком новым железнодорожным и автомобильным мостом.

Население Венеции в XIX—XXI веках.

Во время Второй мировой войны островная Венеция, не имеющая промышленного потенциала, избежала налётов союзной авиации. В 1944 году в Венеции происходили акты саботажа, вследствие чего было убито несколько десятков человек. 28 апреля 1945 года Венеция была освобождена.
В 1959 году патриарх Венеции Ронкалли стал папой Иоанном XXIII.
В ноябре 1966 года Венеция пережила самое большое за всю историю наводнение, вода поднялась на 2 метра. Большой ущерб был нанесён разлившимися из топливных баков нефтепродуктами, что привело к переходу Венеции на газ. ЮНЕСКО обратилось с призывом к спасению Венеции, было создано более 30 организаций для сбора средств и координации усилий по спасению Венеции.
16—21 марта 2014 года в Венеции и области Венеция проводился общественный референдум по вопросу создания Республики Венето и её выхода из состава Италии.
Сегодня экономика Венеции строится исключительно на туризме, гостями Венеции ежегодно становятся около 15 миллионов человек. Многие дома имеют статус памятника архитектуры.
|                                                         |
| Панорама Венеции с колокольни собора Св.Марка, 2013 год |